# James Longstreet
James Longstreet (Edgefield District (South Carolina), 8 januari 1821 – Gainesville (Georgia), 2 januari 1904) was een beroepsmilitair en een van de meest vooraanstaande Zuidelijke generaals van de Amerikaanse Burgeroorlog. Hij was naast Stonewall Jackson de belangrijkste korpscommandant onder generaal Robert E. Lee die hem zijn "Old War Horse" noemde. Hij nam bijna aan alle veldslagen deel van het Army of Northern Virginia aan het oostelijke front. Hij werd ook naar het westelijke front gestuurd om het Army of Tennessee onder leiding van Braxton Bragg bij te staan. 
Hij studeerde aan de United States Military Academy in West Point en diende tijdens de Mexicaans-Amerikaanse oorlog in het United States Army. Hij raakte gewond tijdens de Slag om Chapultepec. Tijdens zijn herstel huwde hij zijn eerste vrouw Louise Garland. Tijdens de jaren 1850 diende hij in het Zuidwesten. Toen de Amerikaanse Burgeroorlog uitbrak, nam hij in juni 1861 ontslag uit het leger en nam hij dienst in het Confederate States Army. Hij boekte een eerste overwinning bij Blackburn's Ford in juli en speelde een kleine rol in de Eerste Slag bij Bull Run.
Tijdens de Slag bij Seven Pines nam hij per ongeluk de verkeerde weg waardoor hij te laat arriveerde op het slagveld. Maar in de zomer van 1862 speelde hij een doorslaggevende rol tijdens de Zevendagenslag waarbij de Noordelijke opmars naar Richmond gestopt werd. Zijn tegenaanval brak de Noordelijke slaglinie tijdens de Tweede Slag bij Bull Run in augustus en hij nam een defensieve rol op in Antietam en Fredericksburg. Hij speelde geen grote rol in de Zuidelijke overwinning bij  Chancellorsville omdat zijn eenheden Suffolk belegerden. In juli 1863 was hij het oneens met de aanpak tijdens de Slag bij Gettysburg waar hij tegen zijn zin verschillende frontale aanvallen coördineerde op de Noordelijke stellingen. Na deze slag vroeg hij zijn overplaatsing naar het westelijke front om generaal Braxton Bragg bij te staan. Dankzij zijn aanval wonnen de Zuidelijken bij Chickamauga. De Knoxvilleveldtocht was echter geen succes. Toen hij ruzie kreeg met Bragg werden Longstreet en zijn mannen teruggestuurd Robert E. Lee. Longstreet raakte ernstig gewond tijdens de Slag in de Wildernis toen hij onder vuur genomen werd door Zuidelijke soldaten. Na zijn herstel diende hij nog in de Richmond-Petersburgveldtocht en de Appomattoxveldtocht.
Na de oorlog was hij een van de weinige leiders uit het verslagen Zuiden die hun medewerking verleenden aan de regering van de Verenigde Staten, die hij diende als bestuurder en diplomaat. Zijn kritische publicaties omtrent de prestaties van Lee werden slecht onthaald door zijn Zuidelijke collega’s. Zijn reputatie in de Zuidelijke staten verslechterde nog meer toen hij Afro-Amerikaanse militietroepen aanvoerde tijdens de anti-reconstructierellen die uitmondde in de Slag om Liberty Place in 1874. De voorstanders van de Lost Causebeweging hielden vol dat Longstreets acties bij Gettysburg een van de hoofdoorzaken was van de Zuidelijke nederlaag.  Op late leeftijd trouwde hij met Helen Dortch Longstreet die alles in het werk zou stellen om het imago van haar man op te poetsen. Nu wordt hij door historici beschouwd als een van de beste tactische bevelhebbers van de oorlog.

## Vroege jaren

### Kindertijd
Longstreet werd geboren op 8 januari 1821 in in Edgefield District, South Carolina . Hij was het vijfde kind en de derde zoon van James Longstreet en Mary Ann Dent. Hij had Nederlandse voorouders die in 1657 naar Amerika emigreerden. Zijn ouders hadden een katoenplantage dichtbij Gainesville in het noordoosten van Georgia. Zijn vader gaf hem de bijnaam Pete of Peter omdat hij een standvastig karakter had waar je op kon rekenen en bouwen. Pete is sindsdien zijn roepnaam gebleven.  
Zijn vader wou dat Longstreet een militaire loopbaan zou volgen. Omdat hij dacht dat de lokale scholen niet goed genoeg waren, werd Longstreet op negenjarige leeftijd naar zijn oom en tante in Augusta, Georgia gestuurd. Hij zou negen jaar bij hen inwonen, terwijl hij  school liep aan de Academy of Richmond County. Toen zijn vader op bezoek kwam in augustus 1833 stierf hij aan de gevolgen van cholera. Na zijn overlijden verhuisden zijn moeder en de rest van het gezin naar Somerville in Alabama. Longstreet zou bij zou oom, Augustus Baldwin Longstreet blijven wonen.
Als kind hield Longstreet van zwemmen, jagen, vissen en paardrijden. Hij werd ook een scherpschutter. De Zuidelijke aristocratische tradities waren hier nooit echt doorgedrongen. Vandaar dat hij een ruw kantje had. Hij kleedde zich zonder veel opsmuk en kon vloeken als een ketter, maar nooit waar dames aanwezig waren. Hij zou dierbare herinneringen koesteren aan zijn oom en tante. Hij was voor de oorlog niet echt geïnteresseerd in politiek en had ook geen uitgesproken meningen. Zijn oom; een advocaat, rechter, redacteur van de lokale krant en een dominee voor de methodisten; was een sterk voorstander van rechten voor de staat ten nadele van de federale regering. Dit bleek ook tijdens de Nullificationcrisis waar de staat South Carolina botste met de regering van president Andrew Jackson. (1828-1833) Ook was Augustus een liefhebber van whiskey en kaarten, gewoontes die Longstreet zou overnemen.

### West Point en zijn eerste jaren in het leger
In 1837 probeerde zijn oom Augustus om Longstreet naar het United States Military Academy te sturen, maar de quota voor dit district was reeds  voldaan. Het jaar daarop werd hij voorgedragen door een familielid, Reuben Chapman die in het First District of Alabama woonde, net zoals zijn moeder. Longstreet was geen bolleboos, maar toch een vlijtige leerling die zich toelegde op de lichamelijke trainingen, paardrijden en schieten. Hij behaalde geen schitterende resultaten en moest soms herexamens afleggen. Zijn leraar in het vierde jaar, Dennis Hart Maham was een voorstander van snelle bewegingen, het strategisch opstellen van eenheden op sterke punten en het beschermen van de communicatielijnen dan voor de totale vernietiging van een vijandelijk leger. Iets wat Longstreet later veel probeerde toe te passen. In zijn laatste twee jaar had Longstreet ook problemen met discipline. Hij was vaak afwezig op het appèl, was slordig, had lang haar en volgde niet altijd bevelen op.
Longstreet was wel populair bij zijn medestudenten en werd al snel bevriend met personen die later naam zouden maken in de Amerikaanse Burgeroorlog zoals George Henry Thomas, William Rosecrans (zijn kamergenoot), John Pope, Daniel H. Hill, Lafayette McLaws, George Pickett en Ulysses S. Grant. Hij studeerde af in 1842 als 54ste in een klas van 56 kadetten. Hij werd benoemd tot gebrevetteerde tweede luitenant.
Na een kort verlof diende Longstreet twee jaar bij het 4th U.S. Infantry in Jefferson Barracks, Missouri onder leiding van luitenant-kolonel John Garland. In 1843 kreeg hij gezelschap van luitenant Ulysses S. Grant.  Een jaar later zou hij de dochter van zijn bevelhebber ontmoeten, Maria Louisa Garland. Louise voor de vrienden.  Terwijl Longstreet en Louise een verkering hadden, had Grant een oogje op een nicht van Longstreet, namelijk Julia Dent. Dit koppel zou op 22 augustus 1848 huwen en Longstreet was een van de genodigden.
In 1844 werd het regiment, samen met het  3rd U.S. Infantry,  naar kamp Salubrity bij  Natchitoches, Louisiana gestuurd waar ze ingedeeld werden bij het Army of Observation onder leiding van generaal-majoor Zachary Taylor. Op 8 maart 1845 werd Longstreet gepromoveerd tot tweede luitenant en ingedeeld bij het Eighth Infantry in Fort Marion in St. Augustine, Florida. Daarna werd hij naar Corpus Christi, Texas gestuurd waar hij opnieuw ingedeeld werd bij het Third en Fourth Regiments en Grant. De manschappen brachten de winter door met het opvoeren van toneelstukken.

## Mexicaans-Amerikaanse oorlog
Longstreet nam deel aan de Mexicaans-Amerikaanse oorlog met het 8th U.S. Infantry. In mei 1846 vocht hij in de veldslagen van Palo Alto en Resaca de la Palma. Op 10 juni kreeg Longstreet het bevel over Company A van het Eighth Infantry van William J. Worths Second Division. Hij zag opnieuw actie tijdens de Slag bij Monterrey in september 1846 waar 200 Mexicaanse Lansiers een doorbraak forceerden. Longstreet voerde met A en B company een tegenaanval uit waarbij de helft van de vijand gewond raakte of werd gedood.
Op 23 februari 1847 werd hij gepromoveerd tot eerste luitenant. Generaal Winfield Scott detacheerde Worths divisie en voegde het bij zijn eigen leger om Mexico-Stad aan te vallen. Worths divisie werd naar Lobos Island gestuurd en zeilde dan 290 km in zuidelijke richting naar Veracruz. Op 9 maart arriveerde het leger via zee en belegerde de stad. Drie weken later op 29 maart gaf de stad zich over. Daarna rukte het Amerikaanse leger verder op in noordelijke richting. In augustus versloegen ze het Mexicaanse leger bij Churubusco en konden verder optrekken naar de vijandelijke hoofdstad. De Eight Infantry was het enige regiment die tijdens de slag de Mexicaanse defensieve stellingen bereikte. Longstreet droeg de vlag terwijl ze onder zwaar vijandelijk vuur kwamen te liggen. De Amerikanen zaten vast in een gracht en slaagden er enkel in om de verdedigingswerken te bestormen door op elkaar te gaan staan. Na hevige man-tot-man gevechten braken de Amerikanen door de stellingen. Longstreet werd voor zijn optreden bevorderd tot gebrevetteerd kapitein.
Hij werd tot gebrevetteerd majoor bevorderd na de Slag om Molino del Rey en op 12 september raakte hij tijdens de Slag om Chapultepec gewond in zijn dij terwijl hij de regimentsvlag droeg tijdens een aanval. Hij gaf de vlag door aan zijn vriend luitenant Pickett. De val van Chapultepec effende de weg om Mexico-stad in te nemen. Longstreet herstelde van zijn verwonding in het huis van de familie Escandón, die gewonde Amerikaanse soldaten verzorgde. Pas in December was hij voldoende hersteld. Na een kort bezoekje aan zijn familie reisde hij door naar Missouri om bij Louise te zijn.

## Tussen twee oorlogen

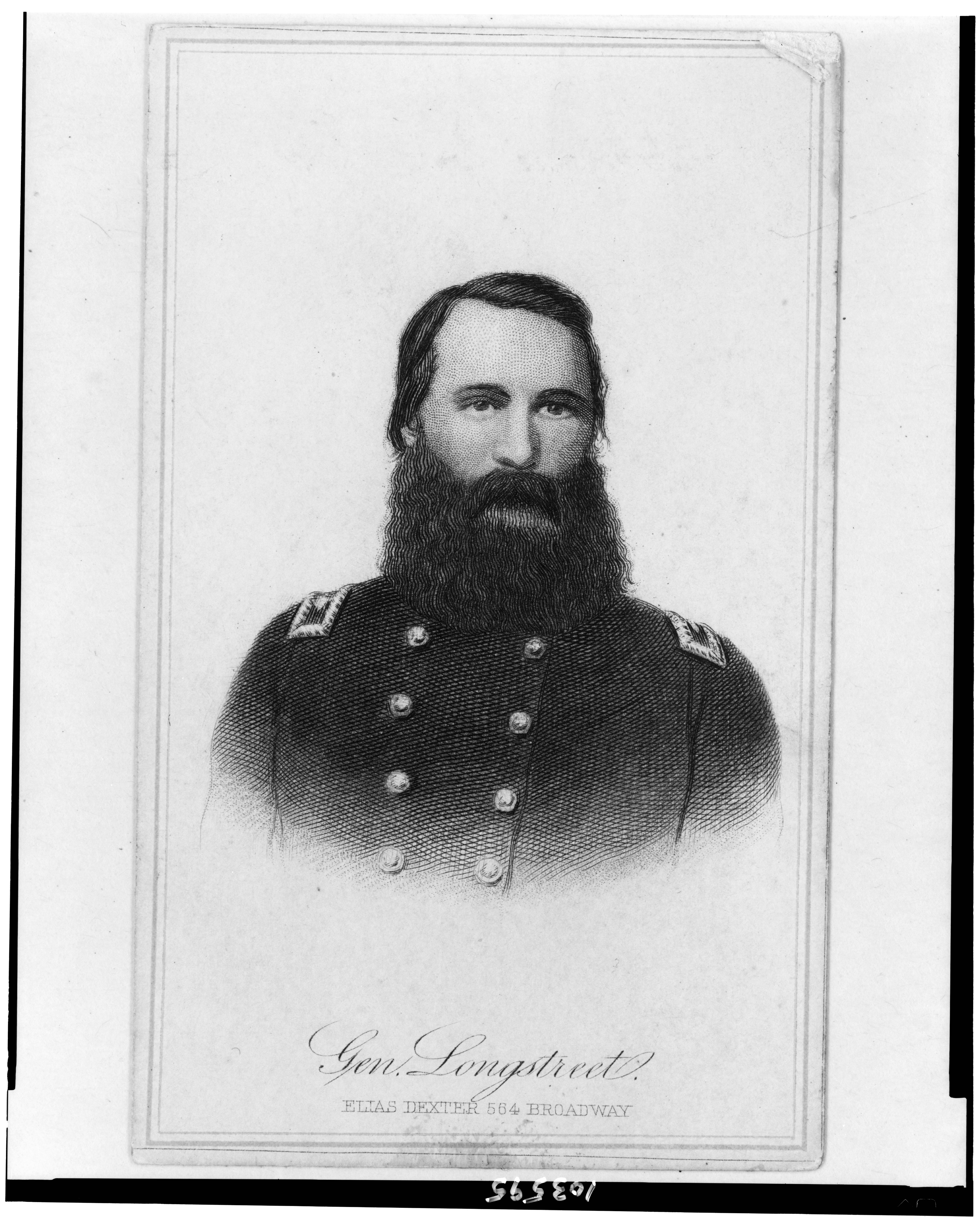
Portret van Longstreet gedateerd na de Mexicaans-Amerikaanse oorlog in een blauw U.S. Army uniform

Nadat hij volledig was hersteld van zijn verwondingen traden Longstreet en Louise Garland in het huwelijk op 8 maart 1848. Ze kregen samen 10 kinderen. Er is weinig bekend over hun huwelijk. Longstreet vermeldt ze zelden in zijn memoires en er zijn geen brieven bewaard gebleven. De meeste anecdotes zijn terug te vinden in de brieven van zijn tweede vrouw, Helen Dortch Longstreet. Uit de weinige gegevens blijkt dat ze samen een gelukkig huwelijk hadden en dat Longstreet dol was op zijn kinderen 
Longstreet werkte enkele maanden in Poughkeepsie, New York om nieuwe soldaten te rekruteren waarna hij doorreisde naar St. Louis om het huwelijk van Grant bij te wonen. Longstreet en zijn echtgenote verhuisden naar de Carlisle Barracks in Pennsylvania. Op 1 januari 1850 werd hij benoemd tot Chief Commissary voor het Department of Texas waar hij verantwoordelijk was voor de aankoop en verdeling van voedsel voor de soldaten en dieren. Hoewel de job vrijwel uitsluitend administratief was, deed Longstreet ook hierin de nodige ervaring op. In juni vroeg Longstreet een overplaatsing aan naar de cavalerie. Hij hoopte op een promotie en op een hoger loon dan de 40$ die hij nu had om zijn groter wordend gezin te kunnen onderhouden. De aanvraag werd geweigerd. In maart 1851 nam hij ontslag als commissaris en keerde terug naar het Eighth Infantry. Zijn regiment had garnizoensdienst in Fort Martin Scott in Texas waar hun hoofdtaak bestond uit het beschermen van de grens tegen voornamelijk inheemse Amerikaanse stammen. Het leidde regelmatig tot gevechten met de Comanche. Ondertussen verbleef zijn gezin in San Antonio en kon hij regelmatig bij hen op bezoek gaan. In 1854 werd hij overgeplaatst naar Fort Bliss in El Paso en zijn vrouw en kinderen volgden hem. In 1855 was Longstreet betrokken bij schermutselingen met de Mescalero en nam twee keer het commando over Fort Bliss op zich, namelijk in de lente van 1856 en de lente van 1858.
Op 29 maart 1858 schreef Longstreet een brief naar het kantoor van de adjudant-generaal in Washington D.C. waarin hij een overplaatsing vroeg naar het oosten. Hij wou een functie bij rekrutering en wou zo zijn kinderen een betere opleiding geven. Hij kreeg een verlof toegekend van zes maanden, maar zijn aanvraag zelf werd geweigerd. Hij werd naar het 8th Infantry in Leavenworth, Kansas gestuurd om dienst te doen als betaalmeester. Voor hij vertrok, stuurde hij zijn zoon Garland naar een school in Yonkers in New York. Terwijl hij onderweg was naar Kansas, kwam bij Grant tegen in St. Louis, Missouri. Een jaar later werd hij naar kolonel Garlands department in Albuquerque, New Mexico. Ook hier diende hij als betaalmeester. Zijn vrouw en kinderen sloten zich bij hem aan.

## De Amerikaanse Burgeroorlog

### Het Zuidelijke leger en de eerste vijandelijkheden
Toen de Amerikaanse Burgeroorlog uitbrak was Longstreet nog altijd gestationeerd in Albuquerque als betaalmeester. Nadat hij het nieuws had vernomen over de Aanval op Fort Sumter nam hij, zoals zoveel Zuidelijke officieren, ontslag uit het U.S. Army. Hij noemde het een triestige dag. Zijn Noordelijke collega’s probeerden hem nog te overtuigen om te blijven, maar zonder resultaat.
Zoals zovele anderen was hij niet dolenthousiast over de secessie, maar zijn overtuigingen over de rechten van de individuele staten was sterker dan zijn trouw aan de unie. Hoewel hij was geboren in South Carolina en zijn jeugd doorbracht in Georgia, nam hij dienst in een regiment uit Alabama. Dit was de staat die zijn militaire loopbaan had mogelijk gemaakt en waar zijn moeder nog altijd woonde. Op 9 mei 1861 nam hij ontslag en nam hij op 1 mei dienst in het Confederate States Army met de rang van luitenant-kolonel. Zijn ontslag werd officieel goedgekeurd op 1 juni 1861.

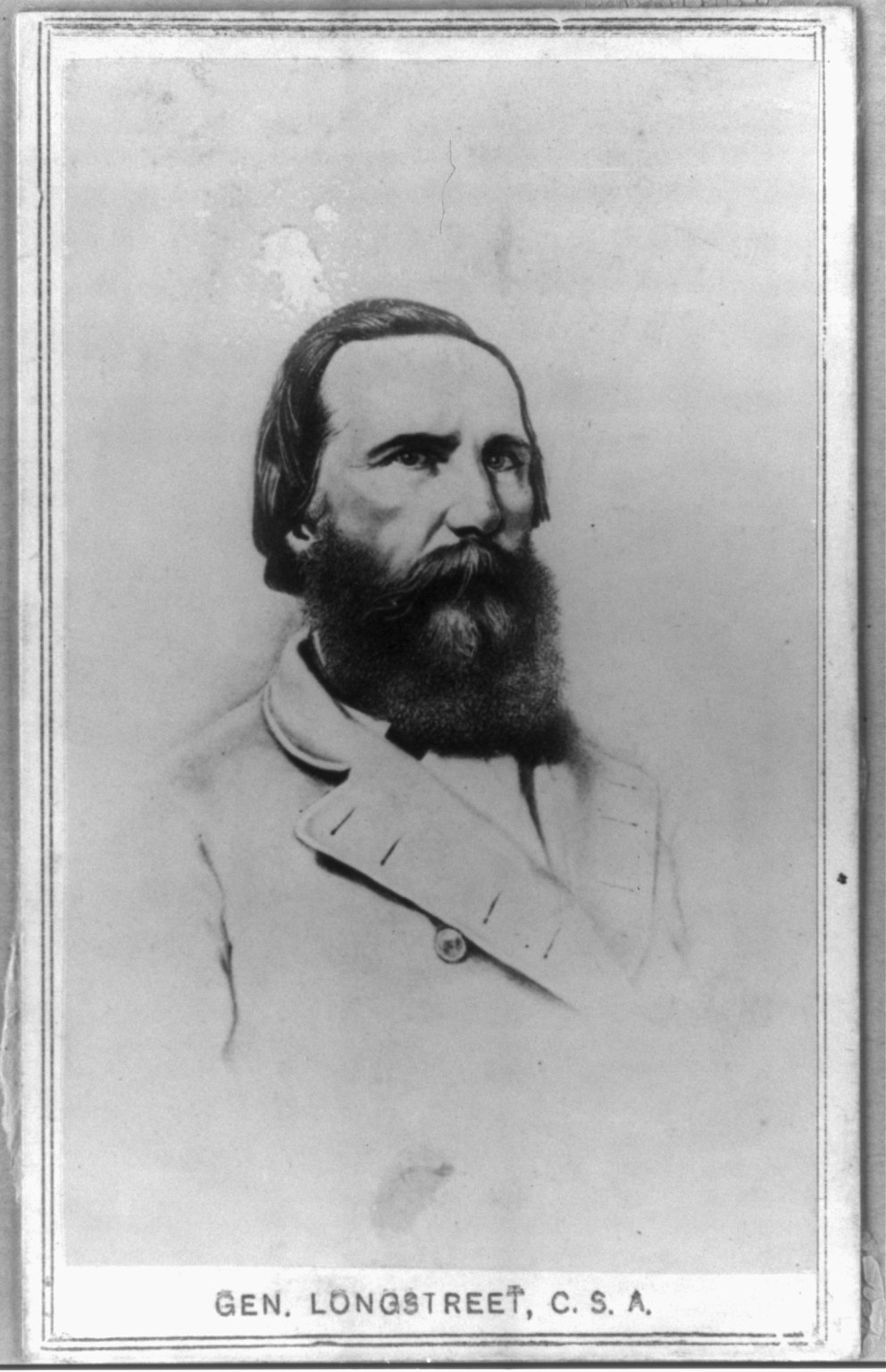
Longstreet in het uniform van het Confederate States Army

Toen Longstreet in de Zuidelijke hoofdstad Richmond aankwam, had hij op 22 juni 1861 een ontmoeting met de Zuidelijke president Jefferson Davis. Hij werd ter plaatste bevorderd tot brigadegeneraal. Hij diende zich aan te melden bij brigadegeneraal P.G.T. Beauregard in  Manassas, Virginia. Daar kreeg hij het bevel over een brigade met drie regimenten uit Virginia, namelijk de 1st, 11th en 17th Virginia Infantry in het Army of the Potomac.
Longstreet verzamelde een staf rond hem en trainde onophoudelijk zijn soldaten. Op 16 juli 1861 rukte de Noordelijke brigadegeneraal Irvin McDowell op richting het spoorwegknooppunt bij Manassas Junction. Enkele dagen later, op 18 juli, zag Longstreets brigade voor de eerste keer actie bij Blackburn's Ford. De strijd barstte los toen de voorhoede van McDowells divisie onder leiding van brigadegeneraal Daniel Tyler oprukte naar de oversteekplaats bij Blackburn’s Ford. De gevechten waren het hevigst met de brigade van Israel B. Richardson.  Een Noordelijke infanterie-aanval deed Longstreets slaglinie wankelen. De brigade van kolonel Jubal Early versterkte de linie. Het  7th Virginia opende het vuur terwijl Longstreet nog in de vuurlinie rondreed waardoor hij naar de grond moest duiken om niet geraakt te worden door eigen kogels. Door deze Zuidelijke tegenaanval sputterde de Noordelijke aanval op de linkerflank. Tyler trok zijn manschappen terug. De Zuidelijken zetten de achtervolging niet in omdat Longstreet bevelen had ontvangen om de vijand niet verder uit te dagen.
Deze confrontatie was de prelude tot de Eerste Slag bij Bull Run (First Manassas) waarbij de hoofdaanval van de Noordelijken aan de andere kant van de Zuidelijke slaglinie plaats vond. Longstreets brigade werd negen uur lang onder vuur genomen door kanonnen, maar speelde geen rol in het verloop van de veldslag. Tussen 5 en 6 uur ’s avonds ontving Longstreet het bevel van brigadegeneraal Joseph E. Johnston om te helpen met de achtervolging van de zich terugtrekkende Noordelijke soldaten. De vijandelijke slaglinie was net daarvoor doorbroken en de Noordelijke soldaten vluchtten in paniek van het slagveld. Longstreet rukte op tot bij op brigadegeneraal Milledge Bonham botste. Bonham was hoger in rang en gaf Longstreet het bevel om de achtervolging te staken. Kort daarop kreeg hij de bevestiging van Johnston. Longstreet was furieus. 
Op 7 oktober werd Longstreet bevorderd tot generaal-majoor en kreeg hij een divisie in het Army of Northern Virginia, de opvolger van het Army of the Potomac. Zijn divisie was vier infanteriebrigades sterk en werden aangevoerd door Daniel H. Hill, David R. Jones, Milledge Bonham en Louis Wigfall. Hampton's Legion onder leiding van Wade Hampton III werd toegevoegd aan zijn divisie.

### Een familietragedie
Op 10 januari 1862 had Longstreet een vergadering in Richmond met president Davis omtrent het invoeren van een algemene dienstplicht. Hij bracht zijn vrije tijd door bij zijn vrouw en kinderen. Tegen 20 januari was hij terug op het hoofdkwartier in Centreville, Virginia. Twee dagen later ontving hij een telegram waarin stond dat vier van zijn kinderen ernstig ziek waren na een uitbraak van roodvonk. Hij keerde onmiddellijk terug naar Richmond.
Hij was nog net op tijd in Richmond om afscheid te nemen van zijn eenjarige dochtertje Mary Anne op 25 januari. De dag erop stierf zijn vierjarige zoontje James. Op 1 februari overleed de elfjarige Augustus Baldwin. Zijn dertienjarige zoon Garland was nog ernstig ziek, maar was buiten levensgevaar. George Pickett en zijn verloofde LaSalle Corbell waren voortdurend bij de Longstreets om hen te steunen. Ze regelden ook de begrafenis. Longstreet keerde terug naar het hoofdkwartier om 5 februari. Een maand later keerde hij opnieuw in allerijl terug toen het opnieuw  slechter ging met Garland. Zijn zoon zou genezen. Deze verliezen tekenden Longstreet voor de rest van zijn leven. Hij werd teruggetrokken, stopte vrijwel  volledig met drinken en kreeg een meer religieuze inslag.

### Schiereilandveldtocht
In de lente van 1862 opende de Noordelijke generaal-majoor George B. McClellan, bevelhebber van het Army of the Potomac, zijn offensief om de Zuidelijke hoofdstad Richmond te veroveren. Na de val van Yorktown voerde Johnston een strategie van vertragingsmanoeuvres uit terwijl de defensieve stellingen rond de hoofdstad afgewerkt werden. Longstreets divisie vormde de achterhoede en probeerde de Noordelijke opmars verder te vertragen. Op 5 mei werd  bij Williamsburg hevig gevochten toen de noordelijke divisie van Joseph Hooker plots uit de bossen verscheen en de Zuidelijken aanviel. Om de bevoorradingswagons te beschermen voerde Longstreet een tegenaanval uit met de brigades van Cadmus M. Wilcox, Ambrose Powell Hill, Pickett, Raleigh E. Colston en nog twee andere regimenten. De Noordelijke aanval werd gestopt. Longstreet vroeg om versterkingen aan D.H. Hill om zijn positie te behouden. Hill stuurde Early’s brigade en kort daarna kwam zijn volledige divisie Longstreet helpen. De Zuidelijken veroverden vier kanonnen.

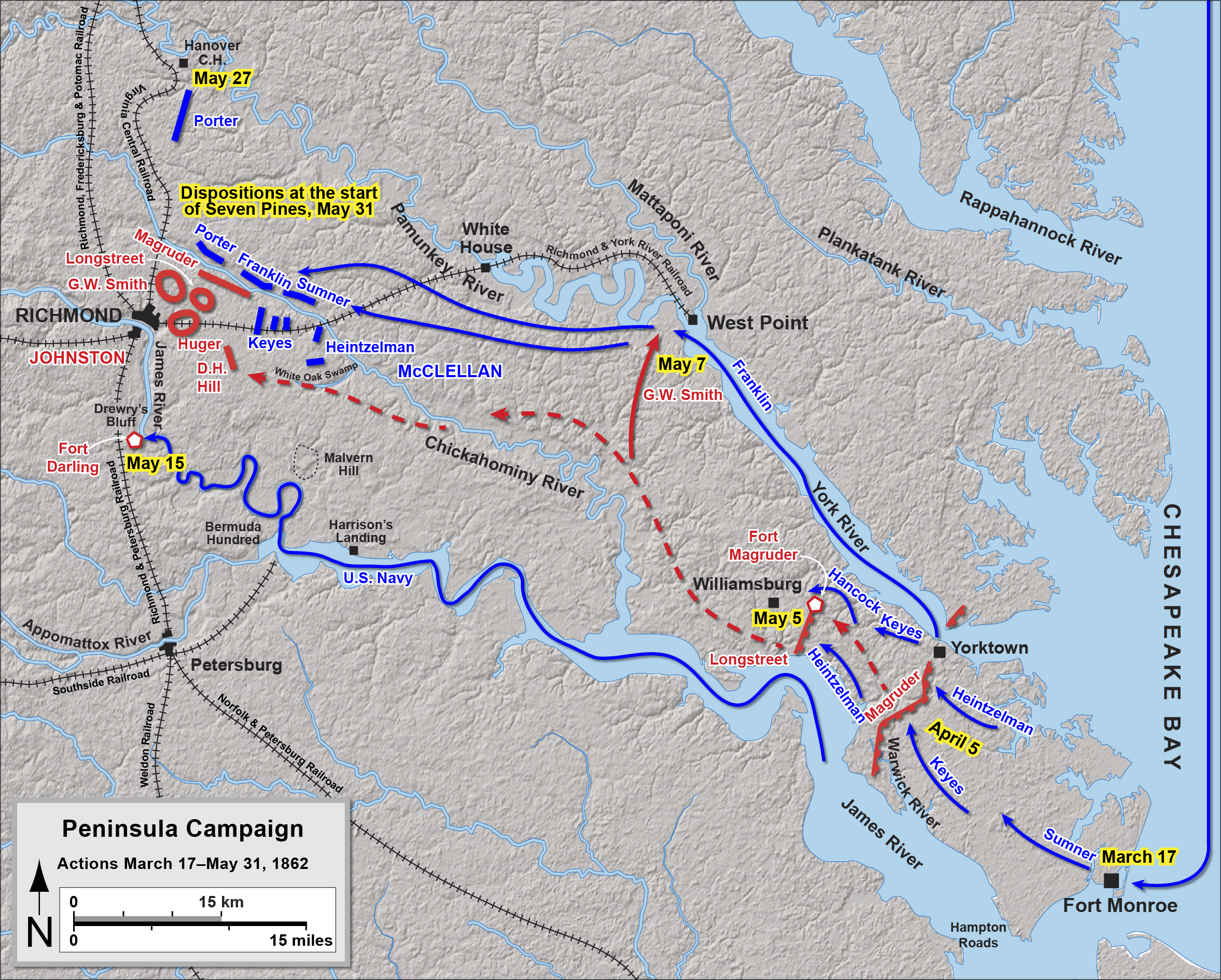
Overzichtskaart van de Schiereilandveldtocht tot aan de Slag bij Seven Pines
Zuidelijken
Noordelijken

Tijdens de Slag bij Seven Pines op 31 mei kreeg Longstreet mondeling zijn orders van Johnston, maar voerde ze verkeerd uit. Hij stuurde zijn eenheden in de verkeerde richting via de verkeerde weg waardoor er opstoppingen ontstonden en dit de nodige verwarring met zich meebracht. Wat op zijn beurt gevolgen had voor de voorziene Zuidelijke tegenaanvallen tegen McClellan. Er ontstond nog meer vertraging toen hij een discussie had met generaal-majoor Benjamin Huger over wie al dan niet bepaalde orders mocht geven. En toen D.H. Hill  versterkingen vroeg, stuurde Longstreet manschappen maar de coördinatie en positionering liet de wensen over. Slechts één brigade van Longstreet bereikte de voorziene plaats. Tegen de avond slaagde de Noordelijke generaal-majoor Edwin Vose Sumner om met twee divisies de Chickahominy over te steken.  Generaal  Johnston was gewond geraakt tijdens de slag. Hij gaf de voorkeur aan Longstreet om hem vervangen, maar G. W. Smith, de generaal-majoor met de meeste dienstjaren, werd voor één dag aangesteld als zijn plaatsvervanger. Op 1 juni viel Richardsons divisie van Sumners korps de Zuidelijken onder Longstreet aan. De brigade van Lewis Armistead brak, maar de andere brigades van Pickett, William Mahone en Roger Atkinson Pryor hielden stand in de nabijgelegen bossen. Na zes uur strijd eindigde de slag in een gelijkspel. Longstreet werd geprezen voor zijn prestatie. Dezelfde dag werd Robert E. Lee de nieuwe bevelhebber van het Army of Northern Virginia. In de rangen was er enige terughoudendheid voor Lee. Joseph E. Johnston was geliefd onder de manschappen en Lee was een militair adviseur van de president die zichzelf nog moest bewijzen.
Eind juni werkte Lee een plan uit om de Noordelijken te verjagen van het schiereiland en de hoofdstad veilig te stellen. Dit culmineerde in de Zevendagenslag. Bij het ochtendgloren op 27 juni vielen de Zuidelijken aan bij Gaines' Mill. Lee viseerde als eerste het V Corps van brigadegeneraal Fitz John Porter die de Noordelijke rechterflank vormde ten noorden van de Chickahominy. De Noordelijken hielden stand tegen herhaalde aanvallen van divisies van A.P. Hill en D.H. Hill. Jackson zou pas in de loop van de namiddag aankomen op het slagveld. Rond 17:00 uur kreeg ook Longstreet orders om deel te nemen aan de strijd. De frisse brigades van Pickett en Richard H. Anderson, aangevuld met brigades van brigadegeneraal John Bell Hood en kolonel Evander M. Law, vielen de Noordelijken waarbij ze zich over de Chickahominy moesten terugtrekken. Longstreet en 20.000 soldaten werden opnieuw ingezet op 30 juni bij Glendale.  De dag daarop op, tijdens de Slag bij Malvern Hill, werd een deel van zijn divisie toegewezen aan John B. Magruder. Met de rest van zijn manschappen werd hij naar de Zuidelijke rechterflank gestuurd. Voortdurende beschietingen door de Noordelijken dwongen om deze beweging te staken.
Tijdens de Zevendagenslag had Longstreet het operationeel commando over bijna de helft van Lees leger ofwel 15 brigades. Longstreet zette goede prestaties neer door op een doortastende en agressieve manier op te treden. Door onvolledige kaarten, organisatorische problemen en soms de zwakke prestaties van andere bevelhebbers, slaagde Lee er niet in om het Army of the Potomac van McClellan definitief te verslaan. Longstreet was een van Lees belangrijkste onderbevelhebbers geworden.  Na de Zevendagenslag reorganiseerde Lee het Army of Northern Virginia. Longstreet kreeg het bevel over de rechtervleugel (die later het eerste korps zou worden) en Jackson kreeg de linkervleugel onder zijn hoede.
Na de veldtocht verscheen een artikel in de Richmond Examiner waarin stond dat de slag bij Glendal volledig op A.P. Hills rekening kon geschreven worden. Longstreet ging Hiermee niet akkoord en stuurde een tegenantwoord die gepubliceerd werd in de  Richmond Whig. Hill vond dit niet kunnen en verzocht aan Lee om zijn divisie uit Longstreets rechtervleugel te halen en over te plaatsen naar Jackson. Lee ging hier niet op in. Daarna ging het van kwaad naar erger tussen Hill en Longstreet waarbij Hill uiteindelijke onder arrest werd geplaatst. Hill daagde Longstreet uit tot een duel die geaccepteerd werd door Longstreet. Nu kwam Lee tussenbeide, verbood het duel en transfereerde Hill naar Jackons linkervleugel.

### Tweede slag bij Bull Run

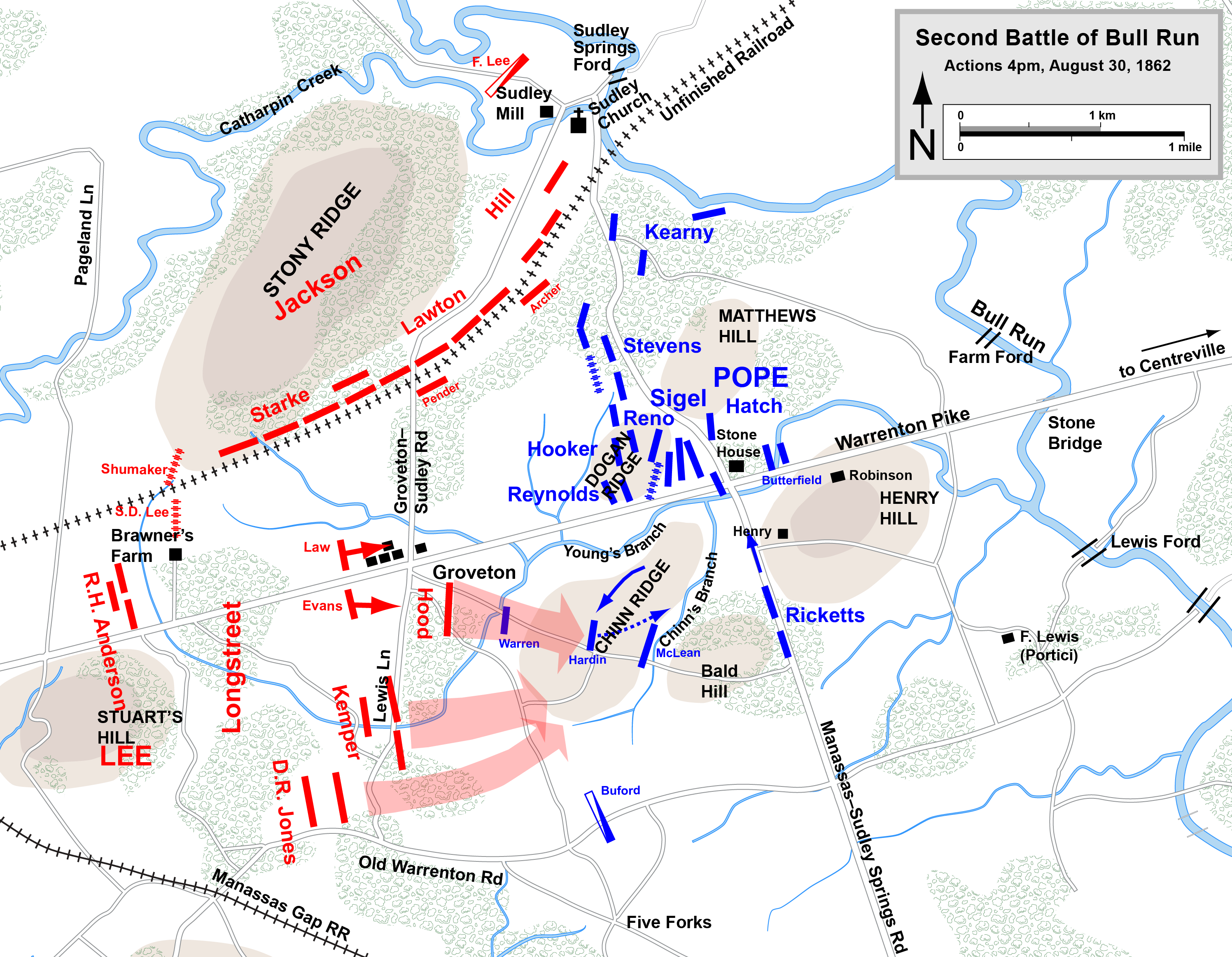
30 augustus om 16:00 uur: Het begin van de aanval van Longstreet tijdens de Tweede slag bij Bull Run

Als generaal vertoonde Longstreet een talent voor defensief vechten, met een voorkeur om zijn troepen in sterke verdedigende posities te plaatsen om de vijand die te laten aanvallen. Pas als de vijand zich uitgeput had, dan overwoog Longstreet een tegenaanval. Troepen onder zijn commando verloren geen enkele verdedigende positie gedurende de hele oorlog. Lee noemde Longstreet zijn Oude oorlogspaard (Longstreets vrienden noemden hem Pete). Wegens zijn voorliefde voor de verdediging en die van Lee voor de aanval botsten hun meningen over de juiste tactiek vaak. Ook de samenwerking met de agressievere Stonewall Jackson werd gekarakteriseerd als Jackson die fungeerde als hamer en Longstreet als het aambeeld waarop de vijand werd vernietigd.
Ironisch genoeg kwam een van zijn beste momenten in augustus 1862 tijdens de Tweede Slag bij Bull Run, toen hij de rechtervleugel leidde. Hier wisselden hij en zijn tegenpool aan de linkervleugel, Thomas "Stonewall" Jackson, hun normale rollen: Jackson vocht verdedigend aan de linkerkant, terwijl Longstreet een vernietigende aanval op de flank aan zijn rechterkant uitvoerde die het (grotere) Noordelijke Army of the Potomac kraakte.
In juni richtte de Noordelijke regering een nieuw leger op. Het Army of Virginia was 50.000 man sterk en werd aangevoerd door generaal-majoor John Pope. Pope rukte op in zuidelijke richting. Hij probeerde Lee aan te vallen en Richmond te bedreigen. Lee liet Longstreet achter om Richmond te beschermen en stuurde Jackson erop uit om de Noordelijke opmars te verstoren. Jackson won overtuigende wijze de Slag bij Cedar Mountain. Toen Lee vernam dat McClellan eenheden naar Pope had gestuurd ter ondersteuning, stuurde Lee Longstreet eveneens in noordelijke richting. Er bleven slechts drie divisies over onder leiding van G.W. Smith om de hoofdstad te beschermen en McClellan in de gaten te houden. Longstreet vertrok op 17 augustus en werd beschermd door de cavalerie  van J.E.B. Stuart.  Op 23 augustus kwam het tot een eerste treffen tussen Longstreet en Pope bij Rappahannock Station. Tijdens een artillerieduel werd de Washington Artillery zwaar beschadigd en boorde een granaat zich in de grond op enkele meters van Longstreet en Wilcox zonder te onploffen. Ondertussen reed Stuarts cavalerie rond het Army of Virginia om de bevoorradings- en communicatielijnen te verstoren. Stuart nam honderden vijanden gevangen, veroverde honderden paarden en kon zelfs de persoonlijke bezittingen van Pope bemachtigen.
Jackson zat ook niet stil en veroverde na een grote flankeerbeweging Popes bevoorradingsdepot. Hij plaatste zijn eenheden in de achterhoede van het Noordelijke leger en groef zich in om een aanval van Pope uit te lokken. Bij het begin van de Tweede Slag bij Bull Run op 28 en 29 augustus voerde Pope de ene aanval na de andere uit op de defensieve stellingen van Jackson. Ondertussen rukte Longstreet op vanuit westelijke richting via Thoroughfare Gap om het slagveld te bereiken. In de namiddag van 28 augustus viel Longstreet een 5.000 man sterke Noordelijke divisie onder leiding van James B. Ricketts bij Thoroughfare Gap. Ricketts had de opdracht gekregen om de opmars van Longstreet te vertragen, maar bereikte Thoroughfare Gap te laat om een goede defensieve stelling in te nemen. De Zuidelijke brigade van George T. Anderson was hem voor. Lee en Longstreet keken samen naar de veldslag en gingen over tot een flankeerbeweging tegen de Noordelijke slaglinie. Hoods divisie en een brigade onder leiding van Henry L. Benning rukten op naar de Gap of pas terwijl Wilcox’ divisie een rondtrekkende beweging maakte. Ricketts kon zijn positie niet behouden en trok zich ‘s avonds terug. Longstreet kon verder oprukken om Jackson te hulp te schieten.
Op 29 augustus arriveerden Longstreets soldaten op het slagveld. Lee wou de vijandelijk flank aan vallen terwijl ze hun aandacht nog volledig op Jackson richtten. Longstreet legde drie keer een bevel naast zich neer van Lee om aan te vallen. Hij wilde liever het terrein voor hem verkennen voor hij tot de aanval zou overgaan. Zo botsten zijn verkenners op het Noordelijke V Corps. Om 18u30 viel Hoods divisie Porter aan. Ze dreven de Noordelijken voor zich uit. Toen de avond viel, dienden ze zich terug te trekken, omdat hun flanken anders in het ijle gingen.

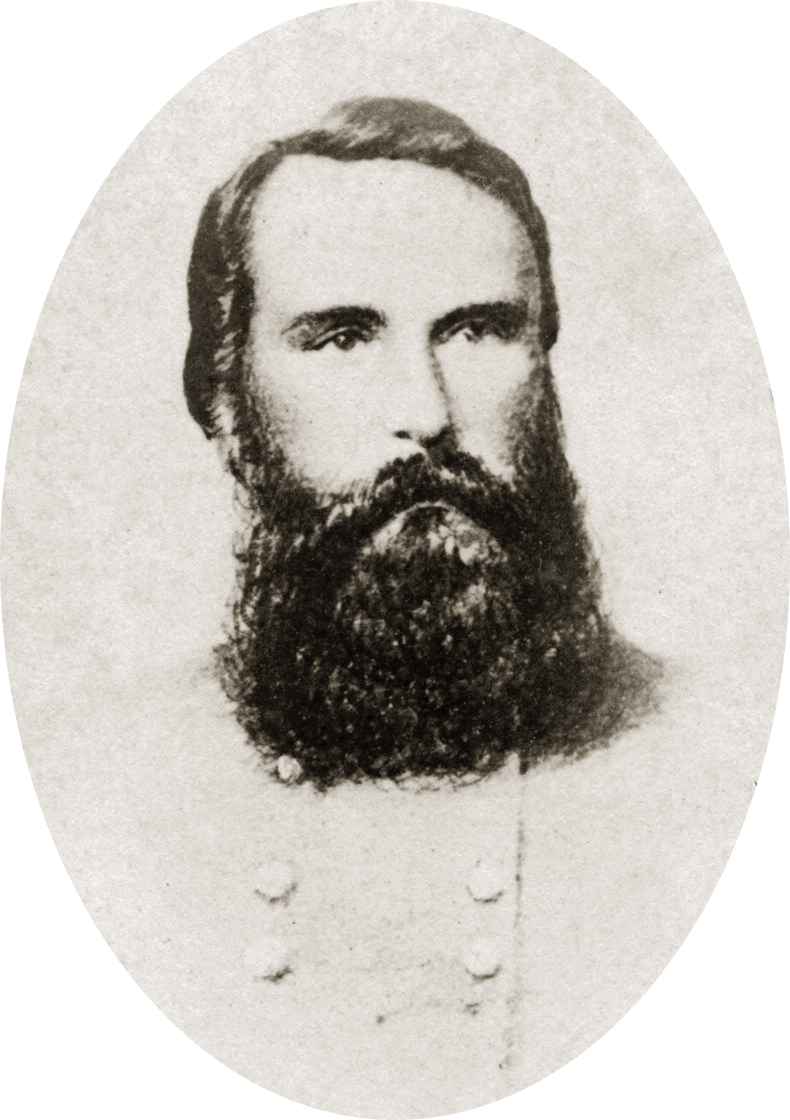
Longstreet circa 1862

Pope was na de uitgevoerde aanvallen ervan overtuigd geraakt dat Jackson zich terugtrok, alhoewel niets hierop wees. Pope gaf het bevel aan Porter om Jackson te achtervolgen. Hoewel Porter beter wist, viel hij toch aan en leed zware verliezen. Door deze aanval was de Noordelijke linkerflank onbeschermd. Longstreet maakte hier gebruik van en viel met 25.000 soldaten aan. Gedurende vier uur coördineerde Longstreet het artillievuur en stuurde brigade na brigade de strijd in. Hij overzag de aanval samen met Lee en kwamen zelf onder vijandelijke artillerievuur te liggen. Hoewel de Noordelijken hevig verzet boden, braken de Zuidelijken door en diende Popes leger zich terug te trekken zoals ze hadden gedaan tijdens de Eerste Slag bij Bull Run het jaar ervoor.
 Longstreet schreef deze overwinning volledig toe aan Lee. Het was volgens Longstreet  de perfecte mix van defensieve tactieken gecombineerd met offensieve aanvallen op het juiste moment. Op 1 september werd Jackson korps erop uit gestuurd om de vijandelijke terugtocht af te snijden bij Chantilly. Longstreet bleef op het slagveld om Pope te doen geloven dat het Zuidelijke leger zich nog altijd op dezelfde plaats bevond.
Na de Zuidelijk overwinning bij Bull Run of Mannassas zoals ze het zelf noemden, probeerde Lee het strategisch initiatief te behouden en maakte plannen om Maryland binnen te vallen. Hij hoopte op die manier de druk op de Zuidelijke staten te verminderen, het moreel van de Noordelijke staten te breken en hulp van het buitenland te krijgen. Longstreet stond achter dit plan. Zijn soldaten staken de grens over op 6 september en bereikten Frederick de dag erop. Tijdens de Slag bij Antietam (Sharpsburg) op 17 september koos generaal-majoor McClellan om de reeks van kleine aanvallen uit te voeren op de Zuidelijke defensieve stellingen. Hij liet de Noordelijken aanvallen op verschillende plaatsen waarbij hij het merendeel van zijn troepen achterhield en het V corps zelfs volledig in reserve hield. Bij zonsopgang werd Hood aangevallen en gedeeltelijk teruggedreven door Joseph Hooker en Joseph K. Mansfields korpsen. Dankzij de versterkingen van Jackson kon de slaglinie opnieuw gestabiliseerd worden. De volgende drie uur werden meer en meer soldaten in de strijd geworpen. In het centrum van de Zuidelijke slaglinie verdedigde D.H. Hills divisie een 550 meter lange stelling langs een verzonken weg. Het was van nature uit een sterke stelling en werd nog extra versterkt door een houten hek op de top van de zijkant van de weg. Hills soldaten slaagden erin om twee Noordelijke aanvallen van de divisies van William H. French en Richardson af te slaan. Hill leed echter zware verliezen. Longstreet stuurde 3.500 soldaten van R.H. Andersons divisie als versterking. Anderson raakte gewond en werd vervangen door Pryor. Op vraag van Pryor stuurde Longstreet extra artillerie om de vijandelijke artillerie het zwijgen op te leggen. Hij stuurde ook enkele regimenten onder leiding van John Rogers Cooke om een flankeeraanval uit te voeren. Na een felle strijd trok Cooke zich terug toen hij geen munitie meer had. De Noordelijken slaagden er bijna in om Hills linies te doorbreken, maar de Zuidelijken stabiliseerden hun slaglinie en sloegen de aanval af.
Rond deze tijd verplaatsten de gevechten zich naar de Zuidelijke rechterflank. De Noordelijke linkerflank onder generaal-majoor Ambrose Burnside probeerde via (wat later zou bekend worden als)  Burnside's Bridge de Antietam Creek over te steken. De Zuidelijke divisie van Jones onder leiding van brigadegeneraal Robert Toombs verdedigde de achterliggende hellingen aan de westzijde van de Creek. De Noordelijken probeerden vijf keer en het mislukte vijf keer. Uiteindelijk moest Toombs zich rond 16:00 uur terugtrekken na een succesvolle vijandelijke flankeerbeweging. Burnsides soldaten bezetten de hellingen die nog net door Toombs Soldaten bezet waren en rukten verder op. Hun opmars werd gestopt toen A.P. Hills divisie arriveerde van Harpers Ferry. Er vonden gevechten plaats in Sharpburg zelf tot Burnside zich moest terugtrekken bij het invallen van de duisternis. De Zuidelijke zetten de achtervolging in maar stopten toen ze binnen het bereik van de vijandelijke artillerie kwamen. Na 18 uur van bloedige strijd was de slag bij Antietam voorbij. 
Lee trok zich na het invallen van de nacht terug en stak de Potomac over naar Virginia. Op 9 oktober, een paar weken na Antietam, werd Longstreet bevorderd tot luitenant-generaal. Lee liet de promotie ingaan één dag voor die van Jackson waardoor Longstreet de senior luitenant-generaal was in het Army of Northern Virginia. Opnieuw voerde Lee een reorganisatie door van zijn leger waarbij Longstreet het First Corps onder zich kreeg en Jackson het Second Corps. Het  First Corps bestond uit vijf divisies en telde ongeveer 41.000 manschappen. De divisies werden aangevoerd door Lafayette McLaws, R.H. Anderson, Hood, Pickett, and Robert Ransom Jr.

### Fredericksburg

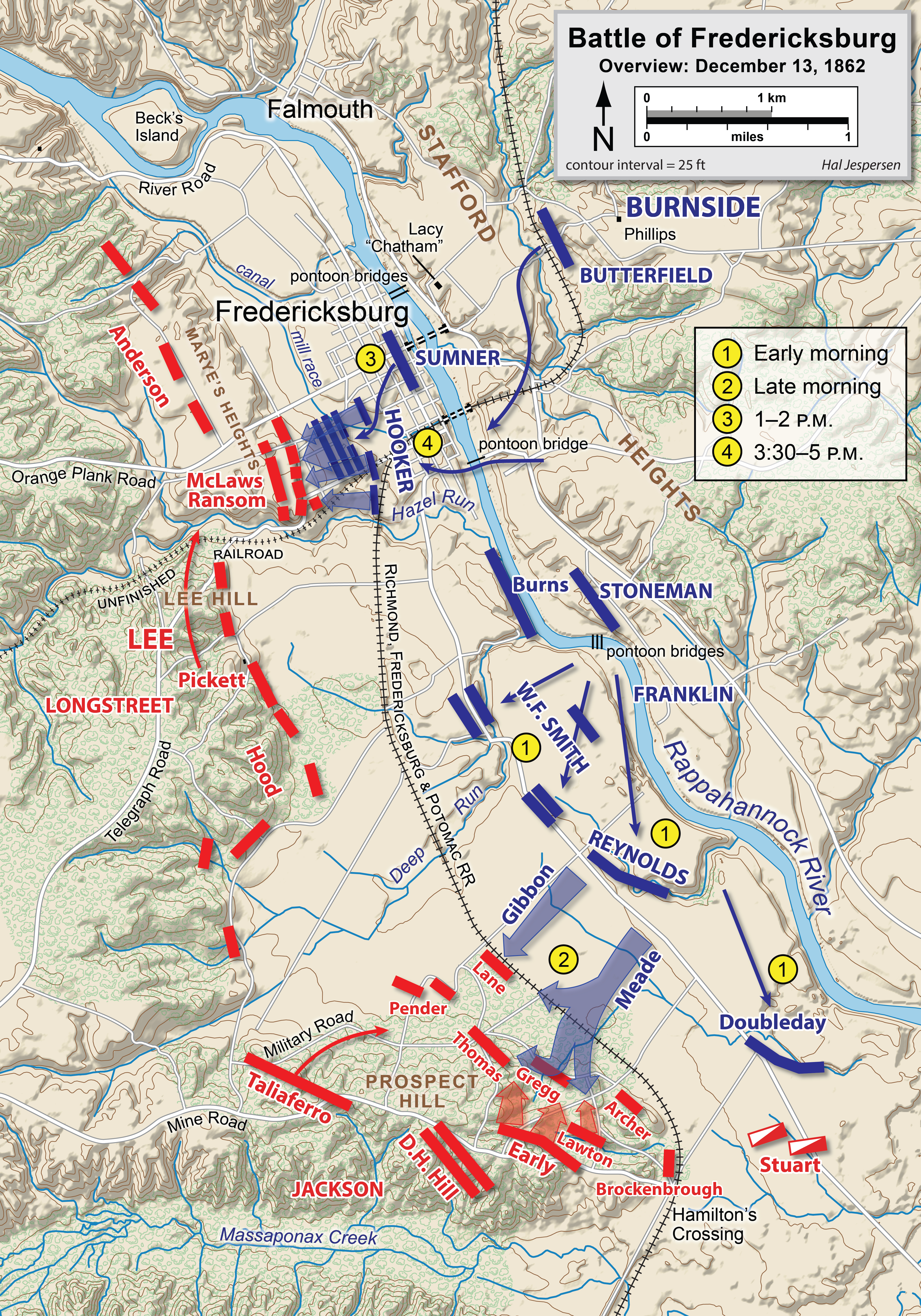
Overzichtskaart van de slag bij Fredericksburg
Zuidelijken
Noordelijken

Na een gevechtspauze van enkele maanden stuurde McClellan zijn leger over de Potomac op 26 oktober. McClellan treuzelde te veel in zijn opmars en werd op 7 november vervangen door generaal-majoor Ambrose Burnside. Een week later op 15 november rukte Burnside op naar Fredericksburg, Virginia. Deze stad lag ongeveer in het midden tussen de twee vijandige hoofdsteden.  Op 18 november vertrok Longstreet met zijn manschappen vanuit zijn hoofdkwartier in Culpeper, Virginia naar Fredericksburg waar ze de Noordelijke opmars zouden proberen tegen te houden. Longstreet kreeg de tijd om een sterke defensieve stelling uit te bouwen op de hellingen die uitzicht boden op de stad. Een netwerk van loopgraven, houten versperringen en veldverschansingen werden bij een stenen muur gebouwd aan de voet van Marye's Heights. Uiteindelijk kon Burnside, na enige vertraging doordat hij wachtte op pontonbruggen, de Rappahannock op 11 december oversteken. Ze botsten op hevig verzet van Zuidelijke soldaten van William Barksdales brigade van McLaws' division die zich hadden verschanst in de stad. Burnside gaf het bevel tot een bombardement op de stad waarna ze de volgende dag Fredericksburg konden innemen. Op 12 december voerden de Noordelijken versterkingen aan in de stad.
Longstreet wachtte hen op in zijn versterkte positie. Op 13 december stuurde Burnside de divisies van Sumner en Hooker naar voor om de Zuidelijken te verjagen. De eerste Noordelijke aanval op Marye's Heights was een complete ramp. In 30 minuten tijd vielen er ongeveer 1.000 slachtoffers. Lee uitte zijn bezorgheid of Longstreet deze aanvallen wel aankon. Longstreet antwoordde dat hij met genoeg munitie iedere aanval kon afslaan. Vanachter de stenen muur kon het Zuidelijke geweervuur continue doorgaan. Er stonden 4 tot 5 soldaten achter elkaar om in een rap tempo geweren te herladen en door te geven naar voor, om te schieten. Hoewel de Zuidelijken goed beschermd werden door de muur vielen er nu en dan toch slachtoffers zoals brigadegeneraal Thomas R. R. Cobb van McLaws' divisie die dodelijk gewond raakte.. Ondertussen voerden de Noordelijken onder generaal-majoor George Meade ook aanvallen uit op de stellingen van Jackson die rechts van Longstreet stond. Jackson had grotere moeite om de aanvallen af te slaan. Longstreet was er vrij zeker van dat hij zijn stellingen kon behouden en stuurde de divisie van Hood ter versterking naar Jackson. Hood aarzelde en toen hij uiteindelijk Jackons linie versterkte was de aanval reeds voorbij.
Burnside wou de volgende dag de aanvallen hervatten; maar verschillende van zijn officieren, waaronder Sumner, waren tegen dit plan. Op 15 december trok Burnside zich terug. In het verslag van Longstreet prees hij zijn soldaten en officieren en riep hij op om geld in te zamelen voor de burgers van Fredericksburg. Lee was lovend over Longstreet en Jackson. Burnside verloor 12.653 soldaten. Ongeveer 70% van de slachtoffers vielen bij de aanvallen op Marye's Heights. Lee verloor ongeveer 5.300 soldaten. 1.900 daarvan kwamen uit Longstreet korps. Luitenant kolonel Edward Porter Alexander van de artillerie beschouwde dit als de gemakkelijkste veldslag waar hij ooit bij betrokken was.

### Suffolk
In oktober 1862 had Longstreet voorgesteld om aan het westelijke front ingezet te worden. Enkele maanden later in februari 1863 vroeg hij aan senator Louis Wigfall om zijn korps te detacheren van het Army of Northern Virginia en naar het oosten te sturen om het Army of Tennessee onder leiding van Braxton Bragg te versterken. Bragg had af te rekenen met de opmars van het Noordelijke Army of the Cumberland onder leiding van generaal-majoor William S. Rosecrans. Rosecrans was zijn kamergenoot geweest in West Point. Longstreet was voorstander van een defensieve strategie waarbij de verschillende Zuidelijke legers elkaar moesten bijstaan om het grondgebied van de Zuidelijke Staten te verdedigen en geen offensieve acties ondernemen tegen de Noordelijke Staten. Zo kon het Zuiden beter omgaan met de beperkte middelen die ze tot hun beschikking hadden. Lee detacheerde inderdaad twee divisies van Longstreets korps, maar werden ingezet ter verdediging van Richmond. Het Army of Northern Virginia kampte met grote logistieke problemen. Ze hadden er groot tekort aan alles, maar bovenal hadden ze een acuut gebrek aan voedsel. Ondertussen had Lee informatie ontvangen over het Noordelijke IX Corps die ingescheept was naar een onbekende bestemming. De Zuidelijken hielden rekening met een amfibische landing ergens langs de Zuidelijke kust. Lee stuurde daarom Picketts divisie naar de hoofdstad. Hij zou al snel gevolgd worden door Hoods divisie en door Longstreet in eigen persoon die het bevel kreeg over de twee divisies en de Departments of North Carolina and Southern Virginia. De divisies van McLaws en Anderson bleven bij Lee.
In maart hielden Longstreets soldaten zich voornamelijk bezig met foerageren in Virginia en North Carolina. Hij stuurde de brigade van brigadegeneraal Richard B. Garnett naar D.H. Hill om New Bern, North Carolina te heroveren op de Noordelijken die de stad in 1862 hadden ingenomen. Hoewel de aanval zelf mislukte maakten de Zuidelijken veel voorraden buit. In april belegerde Longstreet Suffolk in Virginia. Er werd maar sporadisch gevochten en de stad werd niet ingenomen. Eind April kreeg Longstreet het bevel van minister van oorlog James Seddon om zich terug aan te sluiten bij Lees leger omdat het Noordelijke Army of the Potomac opnieuw in beweging was gekomen. Dit leger stond nu onder leiding van generaal-majoor Joseph Hooker en rukten op naar Chancellorsville. Hij kon Chancellorsville niet op tijd bereiken om deel te nemen aan de slag, maar bracht wel genoeg voedsel en voorraden mee om het Army of Northern Virginia twee maand lang van te laten leven.

### Gettysburg
Longstreet voegde zich bij Lees leger na Chancellorsville en nam deel aan Lees Gettysburgveldtocht, waarin hij van mening verschilde met Lee over de gebruikte tactieken. Deze campage betekende een breuk in de manier waarop Longstreet werd ingezet door Lee: in het verleden was Lee tevreden met Longstreet in een verdedigende rol en gebruikte Jackson als zijn aanvaller. Maar Jackson was gesneuveld, en Lee wilde dat Longstreet de rol van Jackson overnam.

#### Het plannen van de Gettysburgveldtocht

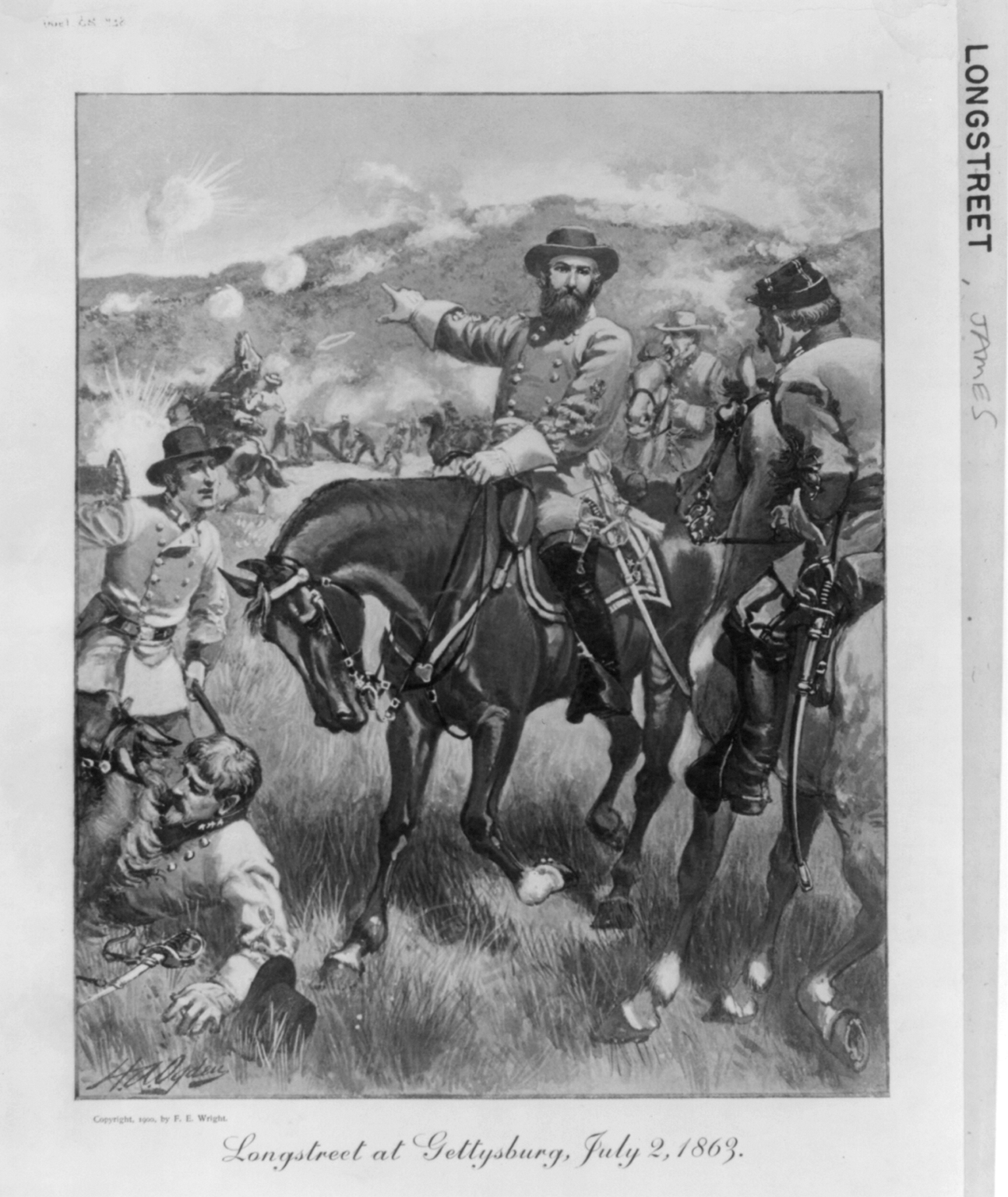
Longstreet in Gettysburg

Na Chancellorsville en de dood van Stonewall Jackson kwamen Longstreet en Lee midden mei samen om de komende veldtocht te bespreken. Longstreet pleitte opnieuw om een deel van of zijn volledig korps naar Tennessee te sturen. Longstreet vond het behoud van Vicksburg belangrijker dan een nieuw offensief tegen de Noordelijken aan het oostelijke front. Generaal-majoor Ulysses S. Grant had al verschillende mislukte aanvallen uitgevoerd op Vicksburg, maar zijn nieuwe aanpak wierp meer vruchten af. Longstreet wou Bragg versterken om Rosecrans te verslaan zodat Grant zich genoodzaakt zag om zijn opmars naar Vicksburg te staken. Lee duwde zijn plan voor invasie van Pennsylvania door. In plaats van de oorlog uit te vechten in Virginia, zou de oorlog verplaatst worden naar de rijke landbouwgebieden van de Noordelijke Staten. Hierdoor zouden ze veel voedsel en andere voorraden vinden en zou de steun van de Noordelijke burgerbevolking misschien afnemen.
Na Jacksons dood werd het Army of Northern Virginia opnieuw ingedeeld. Richard Ewell en A.P. Hill werden bevorderd tot luitenant-generaal en namen het bevel op zich van het Second en pas opgerichte Third Corps. R.H. Andersons divisie werd gedetacheerd van Longstreet korps die nu nog drie divisies overhield, namelijk die van Hood, McLaws, and Pickett.
Toen Lees besluit vast stond, stuurde Longstreet een verkenner en spion naar het noorden. Hij had Henry Thomas Harrison leren kennen tijdens het beleg van Suffolk. Harrison kreeg de opdracht van Longstreet om pas terug te komen indien hij iets belangrijks had ontdekt. Ewells korps vormde de voorhoede. Hij werd gevolgd door Longstreet en Hill. Het First Corps stak op 25 en 26 juni de Potomac over. Harrison kwam op 28 juni verslag uitbrengen met de waarschuwing dat de Noordelijke sneller oprukten dan voorzien en zich al bij Frederick in Maryland bevonden. Lee was eerst sceptisch maar gaf al snel het bevel om het leger samen te trekken bij Gettysburg. Harrison vertelde Longstreet ook dat Hooker was vervangen door George Meade.

#### 1 en 2 juli 1863

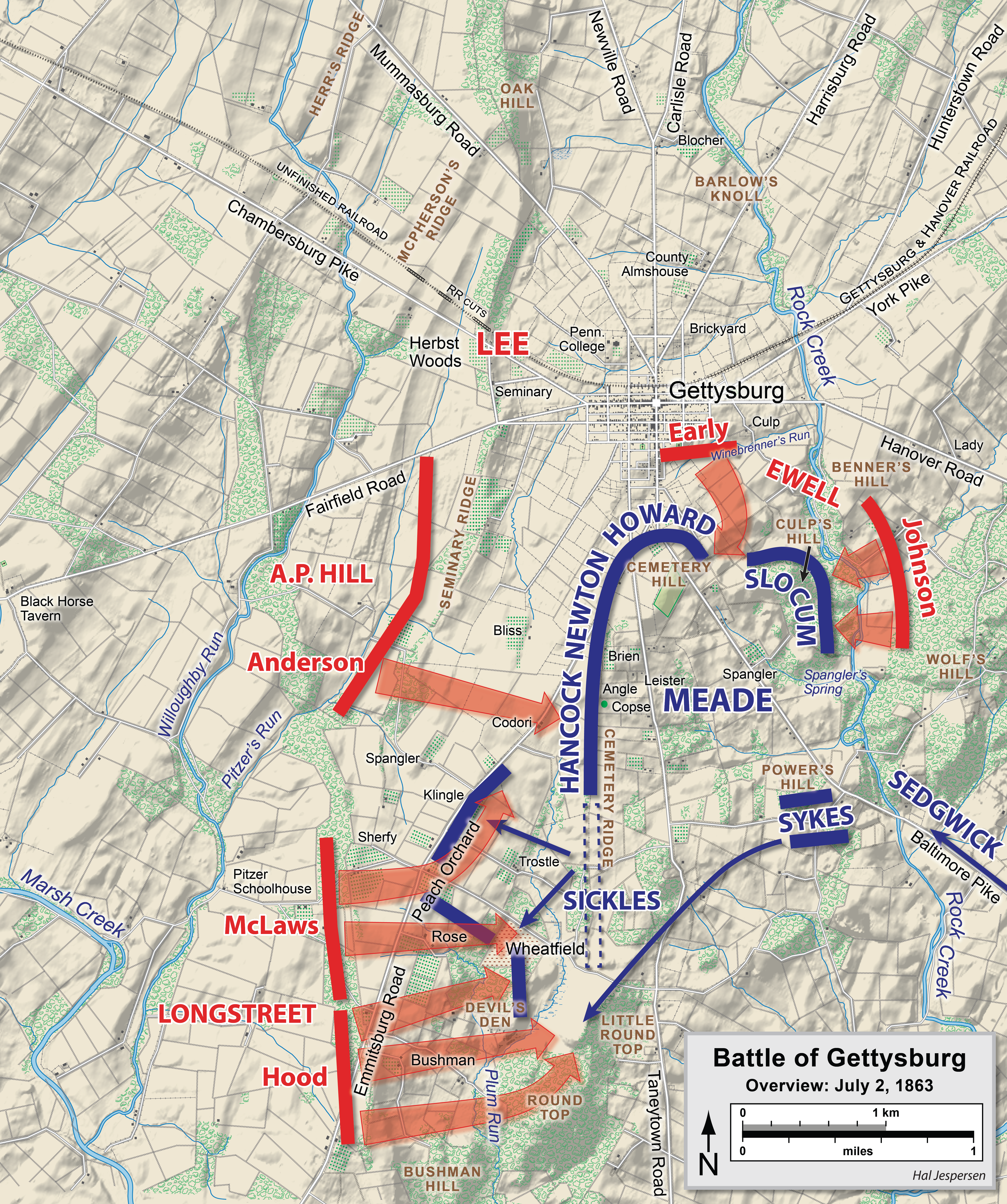
slag bij Gettysburg op 2 juli
Zuidelijken
Noordelijken

Longstreet arriveerde op het slagveld in de ochtend van 1 juli om 04:30 uur, enige uren voor het gros van zijn korps Gettysburg bereikte. Lee wou wachten met een algemene veldslag tot hij zijn volledig leger had verzameld. De eerste gevechten door soldaten van A.P. Hills korps brachten daar verandering in. De eerste dag eindige in het voordeel van de Zuidelijken. Twee Noordelijke korpsen waren door Ewell en Hill terug gedrongen naar heuvels ten zuiden van Gettysburg. Toen Lee en Longstreet elkaar spraken, was Longstreet bezorgd over de sterkte van de Noordelijke defensieve stellingen. Hij stelde een flankeerbeweging voor om Meade ertoe te bewegen zelf een aanval uit te voeren. Lee antwoordde:"Als de vijand daar nog morgen is, val ik hem aan." Waarop Longstreet zei: "Als de vijand daar morgen nog is, willen ze dat je hen aanvalt." Dankzij de successen van de eerste dag weigerde Lee te luisteren. Daarop stelde Longstreet voor om onmiddellijk aan te vallen nu de Noordelijken  nog niet op volle sterkte waren. Lee wachtte liever op de komst van Hood en McLaws, die op weg waren naar Gettysburg vanuit de Chambersburg Pike. Longstreet stuurde een koerier naar hen om hen tot spoed aan te manen. Uiteindelijk kampeerden ze 6,4 km achter de slaglinie. Pickett vormde de achterhoede en was niet verder geraakt dan Cashtown. De grootste tactische fout was de halfslachtige aanval van Ewell op de Noordelijke stellingen op Cemetery Hill nadat hij het bevel had gekregen van Lee waarbij hij had gezegd dat het alleen moest uitgevoerd worden indien het praktisch mogelijk.
Het plan van Lee voor de volgende dag, 2 juli, bestond erin dat Longstreet de vijandelijke linkerflank zou aanvallen, gevolgd door een aanval van Hill op Cemetery Ridge bij het centrum en Ewell een schijnaanval zou uitvoeren op de rechterflank. Opnieuw pleitte Longstreet voor een flankeerbeweging langs de vijandelijke linkerflank, maar Lee weigerde deze aanpak. Longstreet was echter nog niet klaar om de voorziene aanval uit te voeren en kreeg toestemming van Lee om te wachten op de Law's brigade van Hoods divisie. Law Legde 45 km af in 11 uur om het slagveld te bereiken. Toch kwamen ze pas tegen de middag aan. Longstreet soldaten moesten een lange omweg maken om de vijandelijke stellingen te bereiken doordat het terrein voor hen onbekend was en ze geen goede kaarten hadden. Hoewel de aanval rond de middag moest plaatsvinden, waren Longstreets brigades pas klaar rond 16:00 uur. Meade nam dankbaar gebruik van deze tijd om zijn stellingen te versterken. 
Hood was echter geen voorstander van een aanval op de Noordelijke linkerflank die hij te sterk achtte. Hij wou via Big Round Top de Noordelijke achterhoede aanvallen. Longstreet zei dat Lee dit plan had verworpen en dat Hood een frontale aanval moest uitvoeren. Toen de aanval rond 16:00 uur begon, voerde Longstreet die persoonlijk aan te paard. Hood en McLaws botsten op zware tegenstand.  Ondertussen had de Noordelijke generaal-majoor Daniel Sickels, bevelhebber van het III Corps, tegen zijn bevelen in soldaten naar Peach Orchard gestuurd. Dit was een onbeschermde stelling ver voor de Noordelijke linies. R.H. Andersons divisie van Hills korps, McLaws divisie en delen van Hoods divisie vielen Sickels aan. Na zware gevechten en artilleriebeschietingen trok Sickels zijn terug naar de hoofdlinie. Uiteindelijk zou de Zuidelijke aanval mislukken. Hood raakte gewond en werd vervangen door Law. Barksdale en Paul Jones Semmes van McLaws divisie raakten allebei dodelijke gewond. Laws brigade probeerde nog door te breken bij Little Round Top, een heuvel op de uiterste linkerflank van de Noordelijke stellingen. De heuvel was eerst niet bezet door Noordelijke eenheden tot brigadegeneraal Gouverneur K. Warren soldaten stuurde om ook deze heuvel te versterken. De Zuidelijken slaagden erin om de voet van de heuvel in te nemen, beter bekend als Devil's Den, maar de heuveltop bleef buiten hun bereik. Longstreet verloor meer dan 4.000 soldaten tijdens de aanvallen. Een bijkomende factor was dat de aanval niet gelijktijdig plaats vond, zoals voorzien in Lees plan, met die van A.P. Hill en Ewell. Grote delen van hun korpsen kwamen die dag niet in actie waardoor Meade versterkingen kon sturen in de vorm van Thomas H. Rugers divisie om Longstreet tegen te houden.

#### 3 juli
In de nacht van 2 op 3 juli brak Longstreet met de gewoonte om met Lee te overleggen en de voorbije dag te bespreken. Hij was naar eigen zeggen  te moe. Hij bleef die nacht doorwerken om een nieuw plan op te stellen om via Big Round Top de vijandelijke flank en achterhoede aan te vallen. Hij wist echter niet dat het Noordelijke VI Corps van John Sedgwick daar defensieve stellingen had ingenomen. Zijn aanval zou doorgaan in de vroege ochtend. Lee bracht die nacht wel een bezoek aan Longstreet. Lee wou de volgende ochtend een gelijksoortige aanval zoals op 2 juli laten uitvoeren waarbij Picketts divisie een belangrijke rol zou spelen. Tot zijn verbazing stelde hij vast dat Pickett zich nog altijd in de achterhoede bevond en dat Longstreet een eigen aanvalsplan had opgesteld zonder in overleg te treden met zijn bevelhebber. 

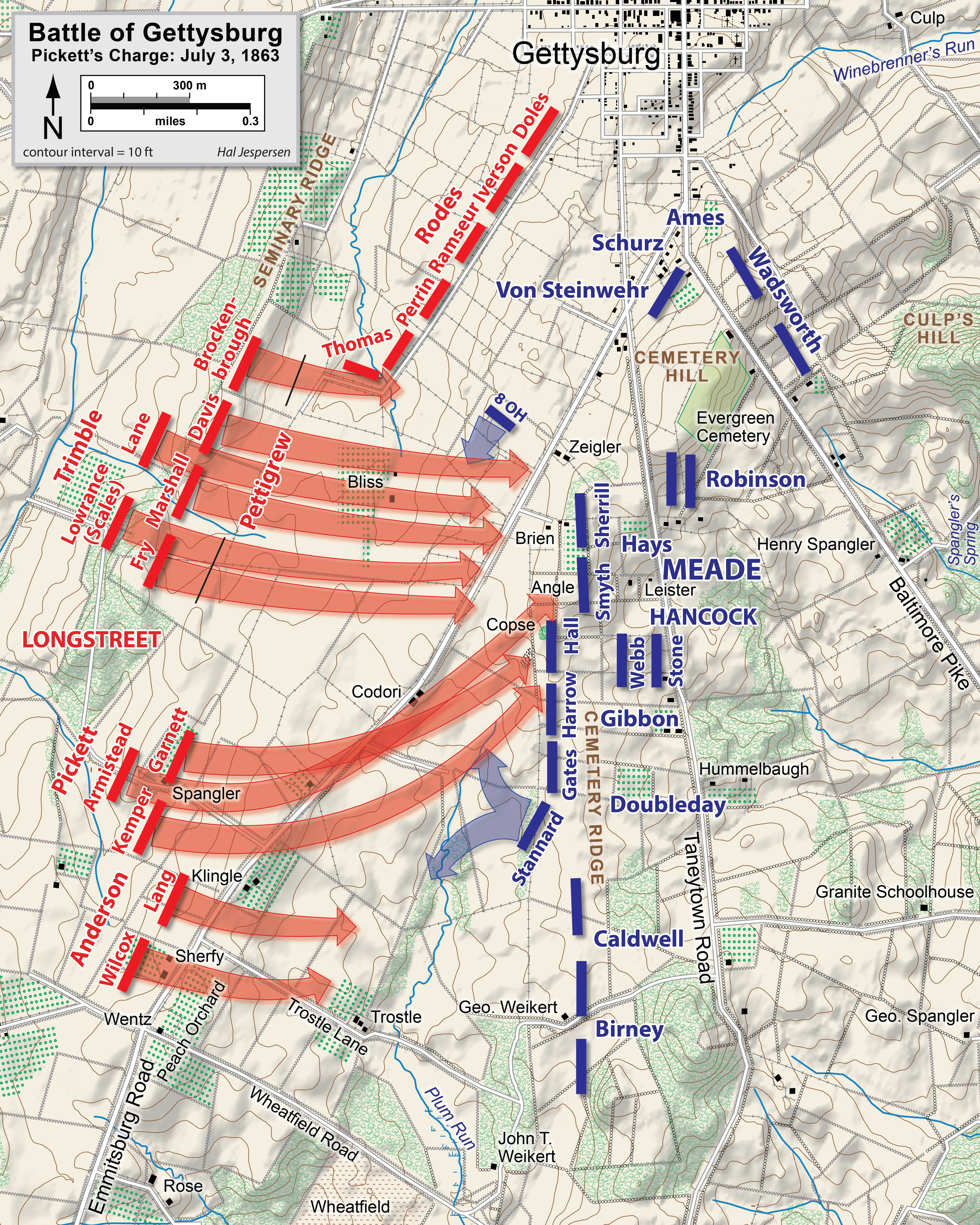
Pickett's Charge, op 3 juli
Zuidelijken
Noordelijken

Omdat Lee zijn oorspronkelijk plan niet kon uitvoeren, gaf hij het bevel aan Longstreet om een grootscheepse aanval uit te voeren om het centrum van de vijandelijke linie bij Cemetery Ridge. Deze stelling werd bezet door het Noordelijke II Corps onder leiding van Winfield S. Hancock. Longstreet was tegen een dergelijke aanval. De Zuidelijken zouden 1,5 km open grasland moeten oversteken die doorsneden werd door houten hekwerk terwijl ze voortdurend onder vuur genomen zouden worden. Longstreet pleitte er ook voor om niet zijn volledig korps in te zetten bij de aanval. De divisies van McLaws en Law waren nog moe van de voorbije dag en indien ze ingezet zouden worden, zou hun rechterflank onbeschermd zijn. Lee gaf hierin toe en besliste om het korps van A.P. Hill in te zetten aangevuld met Picketts divisie. Deze strijdmacht was ongeveer 15.000 man sterk. Longstreet was niet overtuigd dat de aanval een kans op slagen had.
Lee bleef bij zijn standpunt, Longstreet gaf toe. Het uiteindelijke plan bestond eruit dat 170 kanonnen een artilleriebarrage zouden houden onder leiding van Alexander. Daarna zouden de drie brigades van Pickett en vier brigades van Henry Heths divisie, die tijdelijke onder leiding stond van brigadegeneraal J. Johnston Pettigrew, de aanval openen. Twee brigades van William D. Penders divisie, die tijdelijk onder leiding stond van brigadegeneraal Isaac R. Trimble, vormden de reserve die oprukte net achter Pettigrew. Twee brigades van R.H. Andersons divisie vormden de reserve van Pickett. Ondanks de tegenkanting van Longstreet en het feit dat de meeste eenheden van A.P. Hills korps waren, werd Longstreet toch aangesteld om de aanval te leiden. 
De artilleriebeschieting begon om 13:00 uur. De Noordelijke artillerie beantwoorde het vuur en het komende 1,5 uur werd er heen en weer geschoten. Toen het moment aangebroken was om de aanval in te zetten, knikte Longstreet. Hij kon het bevel niet verbaal geven. Om 15:00 uur begon Pickett's Charge. De aanval werd een complete mislukking. Er vielen veel slachtoffers. Pettigrew en Trimble raakten gewond. Van de eerste twee brigades van Pickett bleef vrijwel niets meer over. Kemper was ook gewond en Garnett sneuvelde. De brigade van Armistead kon de vijandelijke linie bereiken die gemarkeerd werd door een stenen muur. Armistead viel dodelijk gewond neer en zijn brigade trok zich terug. Lee nam de volledige verantwoordelijkheid op zich en zie later dat het hem speet dat hij de adviesen van Longstreet niet gevolg had. Op 4 juli begon het Zuidelijke leger aan de terugtrekking. Door het slechte weer staken ze pas op 13 en 14 juli de Potomac terug over.

### Chickamauga

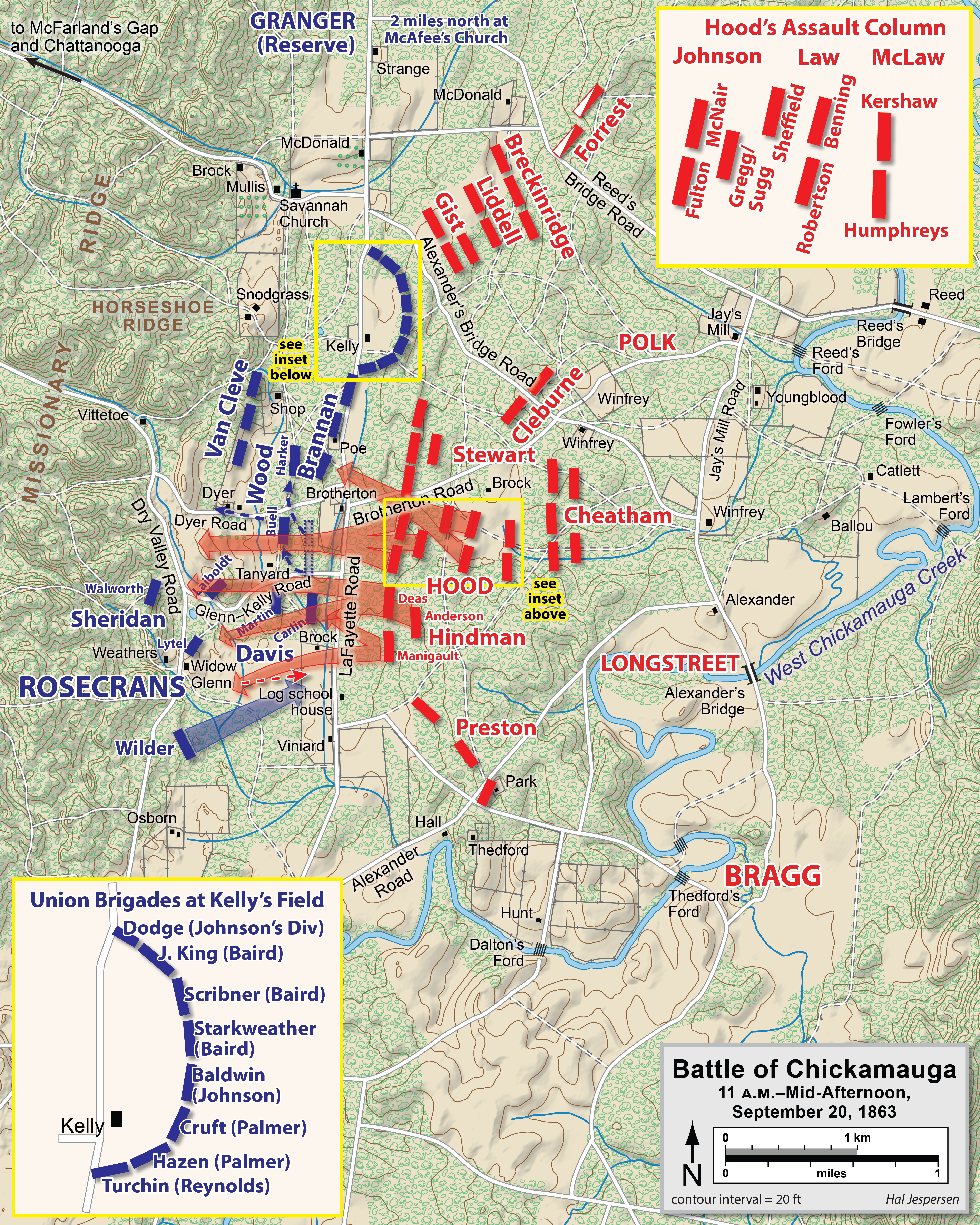
De aanvallen van Longstreets linkervleugel tijdens de Slag bij Chickamauga op de middag van 20 september 1863

In augustus 1863 stuurde Longstreet brieven naar politici om een overplaatsing te bekomen naar het westelijke front. Uiteindelijk keurden Davis en Lee dit verzoek goed op 5 september. De divisies van McLaws en Hood, een brigade van Picketts divisie en een artilleriebataljon van 26 vuurmonden onder Alexander werden op de trein gezet. Ze legden 1247 km af via 16 verschillende spoorwegen om zich aan te sluiten bij Braxton Bragg in noordelijk Georgia. Toen Bragg het nieuws kreeg dat er versterkingen onderweg waren trok hij zich op 8 september terug uit Chattanooga en liet het strategisch belangrijk spoorwegenknooppunt over aan de Noordelijken onder Rosecrans. De tocht van Longstreet soldaten nam drie weken in beslag. De voorhoede arriveerde op 17 september 1863 in Georgia.
Tijdens de Slag bij Chickamauga, op 19 september 1863 probeerde Bragg zijn leger tussen Rosecrans en Chattanooga te manoeuvreren voor Longstreets korps volledig was. Doorheen de dag voerden de Zuidelijken enkele aanvallen uit op de Noordelijke stellingen met veel slachtoffers voor beide partijen tot gevolg. Een divisie van Longstreet, onder leiding van Hood, kon een sterke Noordelijke aanval van een divisie van het XX Corps onder leiding van Jefferson C. Davis afslaan. Toen Longstreet ’s avonds op het slagveld arriveerde, kon hij het hoofdkwartier van Bragg niet onmiddellijk vinden. In hun zoektocht botsten Longstreet en zijn staf op een Noordelijke voorpost en werden ze bijna gevangen genomen.
Toen Longstreet uiteindelijk Braggs hoofdkwartier had gevonden, werd hij benoemd tot bevelhebber van de linkervleugel van het Army of Tennessee. Luitenant-generaal Leonidas Polk kreeg de rechtervleugel onder zijn hoede. Longstreets vleugel bestond uit het korps van Simon Bolivar Buckner met de divisies van Alexander P. Stewart, William Preston, Bushrod R. Johnson en Thomas C. Hindman en de divisie van John Bell Hood. Ook  McLaws' divisie viel onder de verantwoordelijkheid van Longstreet maar zou pas op 21 september aankomen uit Virginia. Dus na het einde van de slag bij Chickamauga. Bragg plande een nieuwe aanval op de Noordelijke stellingen om 08:00 uur de volgende ochtend. Longstreet stelde zijn soldaten in twee linies waarbij hij Hoods divisie achter Johnsons colonne opstelde om op te treden als shock-eenheid. De aanval zou gelijktijdig plaatsvinden met die van Polks vleugel, maar deze werd door omstandigheden vertraagd. Uiteindelijk begon de aanval pas om 11:00 uur. Een verkeerd bevel van Rosecrans zorgde voor een gat in de Noordelijke slaglinie.
Longstreet zag dit gebeuren en buitte de situatie onmiddellijk uit. Johnsons divisie viel aan en dreef de Noordelijken terug.  Toen Longstreet ook Hindmans divisie naar voren stuurden, stortte de Noordelijke slaglinie in elkaar. Rosecrans vluchtte samen met zijn in paniek geraakte soldaten. De Noordelijke generaal-majoor George Henry Thomas slaagde erin om eenheden rond zijn vaandel ter verzamelen op Snodgrass Hill. Hij kon verschillende aanvallen van Longstreet weerstaan die zelf onvoldoende steun kreeg van de Zuidelijke rechtervleugel.. Stewart kon na enig oponthoud nog 400 krijgsgevangen maken, maar Thomas slaagde erin om het merendeel van zijn eenheden veilig te evacueren van het slagveld. Braggs onkunde om de rechtervleugel en de cavalerie te coördineren met Longstreet voorkwam een totale vernietiging van het Noordelijke leger. Bragg weigerde ook om de vluchtende Noordelijken te achtervolgen wat uiteindelijk resulteerde in de belegering van Chattanooga. Toch was Chickamauga een grote Zuidelijke overwinning waarbij Longstreet een cruciale rol had gespeeld.

### Tennessee
Longstreet kreeg al snel verschil van mening met de commandant van het Army of Tennessee, generaal Braxton Bragg, die weinig vrienden in het leger had. Ondanks de overwinning bij Chickamauga liet Bragg de Noordelijken met rust en deed hij geen poging de stad Chattanooga te heroveren. Longstreet werd leider van een groep hoge leger-officieren die samenzwoeren om Bragg te verwijderen. De situatie werd zo ernstig dat president Jefferson Davis persoonlijk moest ingrijpen. Wat volgde was een van de meest bizarre taferelen uit de oorlog: Bragg die met een rooie kop moest aanhoren hoe zijn ondergeschikten hem incompetent noemden; Davis die naast zijn vriend Bragg zat en niets deed; en het conflict bleef onopgelost. Bragg bleef niet alleen op zijn post, maar nam ook wraak op verschillende generaals door hen te ontslaan of andere taken te geven. Ook Longstreet ontsnapte hier niet aan en verloor het commando over de linkervleugel. Hij behield alleen nog de verantwoordelijkheid over de eenheden die hij had meegebracht uit Virginia en werd naar Chattanooga gestuurd om mee te helpen aan de belegering van de stad.

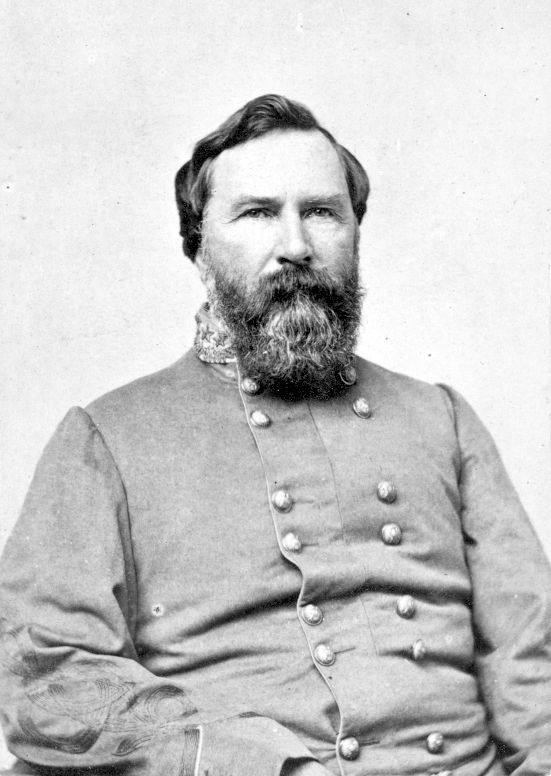
Carte de visite van Longstreet

Rond deze tijd ontving Longstreet dat hij opnieuw vader was geworden van een zoon die ze Robert Lee Longstreet hadden genoemd. Op 23 oktober 1863 nam Grant het bevel op zich van het Military Division of the Mississippi en verving Rosecrans door Thomas.
De relatie tussen Longstreet en Bragg  zat nooit goed was. Maar nu verslechterde de verstandhouding met zijn officieren eveneens. Zijn vriendschap met McLaws verslechterde door meningsverschillen over Gettysburg en Chickamauga. Ook was er onenigheid tussen Micah Jenkins en Evander Law over wie het commando kon krijgen of behouden over de oude divisie van Hood. Longstreet wou Jenkins, maar de soldaten gaven de voorkeur aan Law. Longstreet wou de hete aardappel doorspelen aan Davis, maar die weigerde om een beslissing te nemen.
Op 27 oktober werd Laws brigade verslagen bij  Brown's Ferry. En in de nacht van 28 op 29 oktober slaagde Jenkins er tijdens de Slag bij Wauhatchie er niet in om de verloren gegane stellingen te heroveren waardoor de Noordelijken een bevoorradingslijn konden openen naar Chattanooga. Jenkins gaf de schuld aan Law en brigadegeneraal Jerome B. Robertson. Er werd een onderzoekscommisie opgericht tegen Robertson, maar hij werd niet veroordeeld en keerde terug naar zijn commando.
Na deze tegenslagen voor de Zuidelijken stelde Longstreet en plan op om enerzijds de voorkomen dat de Noordelijken versterkingen kregen en anderzijds te vermijden dat de Zuidelijke belegering doorbroken werd. Hij had informatie gekregen dat er twee Noordelijke korpsen op weg waren naar Brigdeport, Alabama waar het dichtstbijzijnde spoorwegstation was. Hij stuurde Porter Alexander erop uit om de stad te verkennen. Longstreet stelde een plan op om met het merendeel van het Army of Tennessee, die nu Chattanooga belegerde, via Rome, Georgia Bridgeport in te nemen. Hij hoopte hierbij ook Hooker gevangen te nemen die de korpsen opwachtte. Het plan werd goedgekeurd door president Davis, maar afgekeurd door Bragg die het een te ingewikkeld plan vond. Longstreet aanvaarde het veto van Bragg en keurde een alternatief plan goed waarbij zijn eenheden naar oostelijke Tennessee zouden gestuurd worden om het Noordelijke Army of the Ohio van Burnside te onderscheppen. Longstreet werd gekozen voor deze opdracht omdat hij en Bragg niet overeenkwamen en dat het toch op de route lag naar Lees leger. Zo begon de Knoxvilleveldtocht.
Longstreets opmars naar Knoxville in november verliep traag. Zo traag dat zijn soldaten hem een nieuwe bijnaam gaven, namelijk "Peter de trage". Tijdens de Slag bij Campbell's Station op 16 november, slaagden de Noordelijken erin om te ontsnappen aan Longstreet. Dit kwam door het verspelen van het verrassingseffect door Law, de slechte staat van de wegen, het tekort aan alles en Burnsides snelle reactie.
Burnside trok zich terug naar Knoxville en versterkte de stad. Longstreet ging over tot een belegering. Hij kreeg het nieuws dat Bragg was verslagen bij Chattannoga op 25 november en dat generaal-majoor William Tecumseh Sherman op weg was om Burnside te ontzetten. Longstreet wou Burnside verslaan voor Sherman arriveerde en opteerde voor een frontale aanval op de Noordelijke stellingen. Op 29 november vielen de Zuidelijken Fort Sanders aan. Hun aanval mislukte en Longstreet moest zich terugtrekken. Longstreet kreeg het bevel om terug te keren en het Army of Tennessee te versterken, maar hij ging hier niet op in en trok verder naar Virginia achterna gezeten door Shermans soldaten. Longstreet versloeg op 14 december een Noordelijke strijdmacht bij Bean's Station . Het belangrijkse effect van deze veldtocht was dat Bragg versterkingen ontzegd werd die hij dringend nodig had. Longstreets reputatie was beschadigd door de Knoxvilleveldtocht. Nadat hij lafayette McLaws uit zijn functie had ontgeven en Robertson en Law voor krijgsraad had gebracht, stuurde hij op 30 december 1863 zijn ontslagbrief naar adjudant generaal Samuel Cooper. Zijn ontslag werd niet aanvaard.   Bragg werd op 27 december 1863 vervangen door Joseph Johnston.
Longstreet betrok winterkwartieren in Russelville en Morristown, Tennessee. Hij probeerde een communicatielijn open te houden met Lees leger in Virginia. Maar de Noordelijke brigadegeneraal van de cavalerie William W. Averell gooide roet in het eten. Zijn raids vernietigde de omliggende spoorwegen waardoor Longstreet afgesneden werd. Door een tekort aan eten, aan voorraden en slechte behuizing was het een harde winter voor Longstreet soldaten. Meer dan de helft had geen schoenen. 
In februari 1864 waren de communicatielijnen hersteld. Toen het lente werd, marcheerden de soldaten naar het noorden om zich aan te sluiten bij het Army of Northern Virginia bij Gordonsville.

### Van de Wildernis tot Appomattox

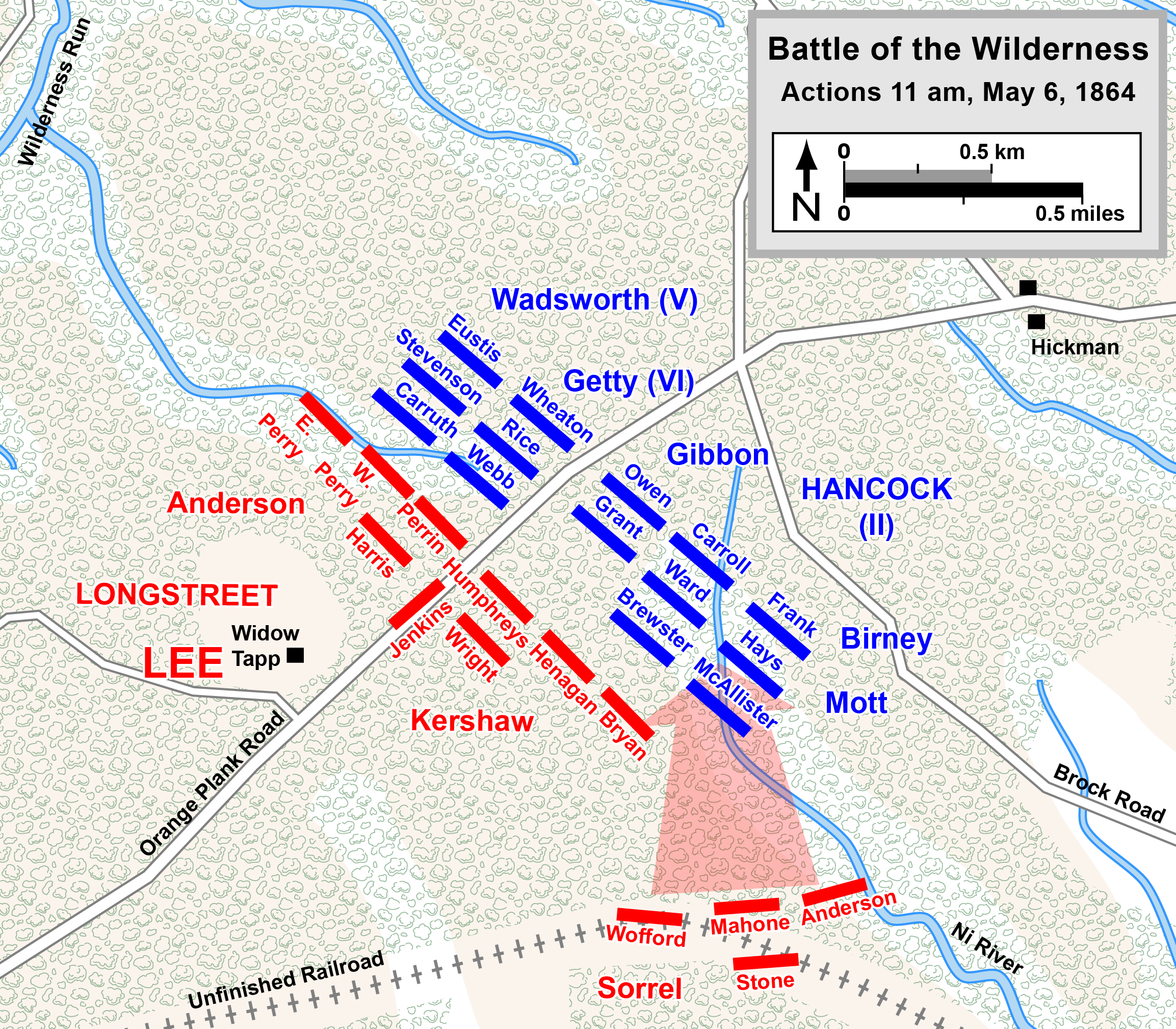
Longstreets aanval tijdens de Slag in de Wildernis op 6 mei 1864, kort voor hij gewond raakte
Zuidelijken
Noordelijken

In maart 1864 sloot hij zich opnieuw aan bij het Army of Northern Virginia van Robert E. Lee. Lee toonde hem een plan waarbij Longstreet samen met Johnston een offensief zouden starten in Kentucky. Longstreet voegde zijn eigen ideeën toe aan het plan door ook de 20.000 soldaten van Beauregard in South Carolina mee te nemen in de planning. Het plan stuitte echter op verzet van president Davis en zijn pas aangesteld militair adviseur Braxton Bragg. Longstreet bleef bij Lee.
Longstreet kreeg te horen dat zijn oude vriend Grant benoemd was tot opperbevelhebber van het Noordelijke leger. Longstreet vertelde zijn mede-officieren dat Grant "ons ieder uur  van iedere dag zal bestrijden tot het einde van de oorlog." Longstreet redde het Zuidelijke leger van een nederlaag tijdens de Slag in de Wildernis in mei 1864.
Toen Grant ten zuiden van de Rapidan oprukte om Richmond te veroveren, probeerde Lee tijd te winnen tot Longstreets 14.000 soldaten arriveerden. Grant gooide roet in het eten door reeds op 5 mei tot de aanval over te gaan. Hancock voerde met twee divisies een aanval uit op het korps van A.P. Hill waarbij de Zuidelijken meer dan 3 km terrein moesten prijsgeven. Op dit moment arriveerden Longstreets soldaten en via een holle weg van een oude spoorlijn konden ze ongezien naderen om een moordende flankaanval uit te voeren. Via de Orange Plank Road stootten de Zuidelijken steeds dieper door in de flank van het II Corps. Twee uur later zetten de Noordelijke soldaten het op een lopen. Longstreet paste een gedurfde tactiek toe. De wildernis was moeilijk toegankelijk. Hij stuurde scherpschutters voor zijn eigen slaglinie waarbij de vijand voortdurend onder vuur werd genomen zonder zelf veel slachtoffers te verliezen. Zo kon hij zijn sterkte maskeren en een numeriek sterkere vijand verslaan.
Maar hij werd gewond, per ongeluk door zijn eigen troepen – nog geen mijl van de plaats waar een jaar eerder "Stonewall" Jackson hetzelfde was  overkomen tijdens de Slag bij Chancellorsville. Hij werd geraakt door een kogel in zijn schouder waarbij verschillende zenuwen beschadigd werden en in zijn nek. Jenkins, die naast Longstreet reed, sneuvelde ter plaatse. Longstreet werd geëvacueerd maar drong er bij Lee op aan om de aanval verder te zetten. Lee liet de soldaten stoppen om een slaglinie te formeren waardoor de Noordelijken tijd kregen om op adem te komen. De volgende Zuidelijke aanval mislukte waardoor het momentum om het volledige Noordelijke leger te verslaan verloren ging.
Longstreet werd opgevolgd door R.H. Anderson. Hij zou de rest van de het voorjaar en de zomer van 1864 duren voor Longstreet voldoende hersteld was. Hij werd naar lynchburg, Virginia gebracht om behandeld te worden. Daarna werd hij overgebracht naar Augusta, Georgia waar hij verzorgd werd door zijn nicht Emma Eve Longstreet Sibley, de dochter van zijn oom Gilbert. In Augusta woonde hij de begrafenis bij van Leonidas Polk. In oktober 1864 was hij voldoende hersteld om zich opnieuw bij het Army of Northern Virginia te melden. Zijn arm was nog gedeeltelijk verlamd en hij kon geen paard berijden. Hij leerde zichzelf om met zijn linkerhand te schrijven. Later kon hij opnieuw zijn rechterarm gebruiken. Het was in dezelfde periode dat zijn staf grote veranderingen onderging. Zijn stafchef Sorrel werd brigadegeneraal en werd vervangen door majoor Osmun Latrobe. Voor de rest van het beleg van Petersburg had hij de defensieve stellingen van de hoofdstad onder zijn bevel samen met alle strijdkrachten te noorden van de James en Picketts divisie in Bermuda Hundred. Tijdens de Appomattoxveldtocht had hij het commando over het First en Third Corps, na de dood van A.P. Hill op 2 April 1864.
Terwijl Lees leger probeerde te ontsnappen naar Farmville vocht Longstreet op 6 april bij Sailor's Creek om de enige ontsnappingsweg ernaartoe op te houden. De Zuidelijken raakten niet tot in Farmville, maar dankzij de steun van eenheden onder Anderson en Ewell slaagden de Noordelijken er niet in om het Zuidelijke leger te omsingelen. De veldslag zelf was rampzalig. 7.000 van de 10.000 Zuidelijke soldaten die eraan deelnemen waren gesneuveld, gewond of gevangen genomen. Tegen 7 april had het Army of Northern Virginia bijna de helft van zijn manschappen verloren op één week tijd, van 40.000 op 31 maart naar 25.000 op 7 april. Enkele Zuidelijke officieren waaronder William N. Pendleton vonden dat de tijd gekomen was om te capituleren. Pendleton benaderde Longstreet om dit aan te kaarten bij Lee. Maar Longstreet weigerde. Hij zei "Als generaal Lee moet wachten om te capituleren tot ik het hem zeg, dan zal hij het zelf nooit weten wanneer hij moet capituleren." Daarop benaderde Pendleton Lee die reeds in onderhandeling was met Grant omtrent capitulatie. Lee weigerde de handdoek in de ring te gooien. In de nacht van 8 op 9 april hield Lee een laatste stafvergadering. Er werd beslist dat er bij het ochtendgloren een uitbraakpoging zou ondernomen worden waarbij Longstreet de Noordelijke eenheden zou bezig houden . Ondertussen zou John B. Gordon doorbreken richting Lynchburg.   Die ochtend, tijdens de Slag bij Appomattox Courthouse vonden er zware gevechten plaats tussen Longstreet en het Noordelijke II Corps onder leiding  van Andrew A. Humphreys. Gordons troepen werden omsingeld en Longstreet kon geen steun verlenen. Lee zag geen andere uitweg meer dan om een formele capitulatie te onderhandelen met Grant.
Lee was bezorgd over zijn eerdere weigering tot overgave en vreesde dat Grant nu nog strengere eisen zou stellen. Longstreet was er van overtuigd dat Grant hem goed en fair zou behandelen. Terwijl ze op 9 april naar Appomattox Court House reden zei Longstreet nog dat indien Grant te strenge eisen zou stellen Lee "het gesprek moest afbreken en aan Grant zeggen dat hij hen dan maar moest vernietigen". Na de officiële overgave arriveerde Longstreet in McLean House waar Grant hem begroette als een oude vriend. Hij bood Longstreet een sigaar aan en nodigde hem uit om een spelletje te kaarten. Het was net of er geen oorlog had plaatsgevonden, zou Longstreet later vertellen aan een verslaggever.

## Reconstructieperiode

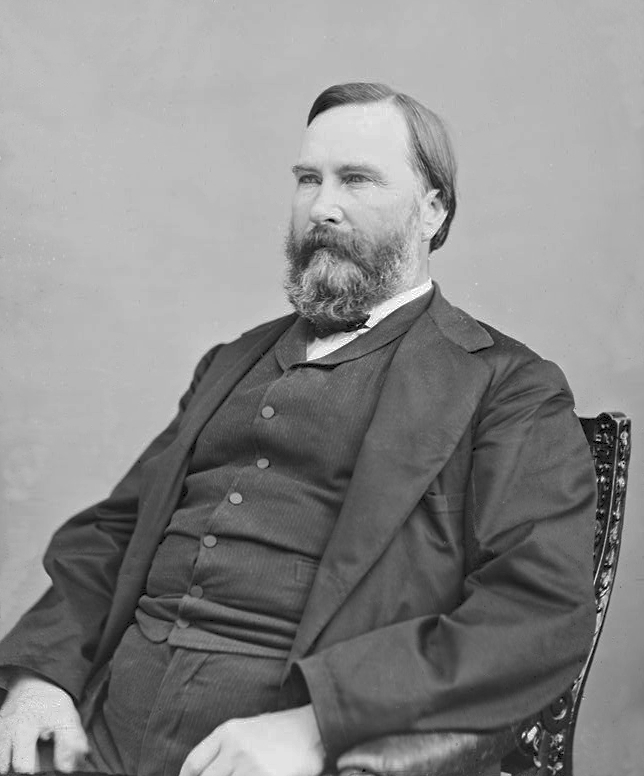
James Longstreet after the war

Op 7 juni 1865 werden Longstreet en ander voormalige Zuidelijke officieren aangeklaagd wegens hoogverraad voor een jury in Norfolk, Virginia. Ze riskeerden de doodstraf. Grant was hier fel tegen gekant en bezocht president Andrew Johnson in het Witte Huis. Grant stelde dat deze mannen beschermd werden onder de capitulatievoorwaarden van Appomattox. Het was pas toen Grant zijn ontslag wou geven als opperbevelhebber van het leger dat Johnson toegaf. Op 20 juni gaf de minister van justitie James Speed de opdracht op de aanklacht te laten vallen. Na de oorlog hernieuwde Longstreet zijn vriendschap met zijn oude vriend, aangetrouwde neef, voormalig vijand en toekomstig president Ulysses S. Grant.
Longstreet en zijn gezin vestigden zich in New Orleans. Hij werd een partner in een bedrijf die zich bezig hield met het kopen en verkopen van katoen en werd voorzitter van de Southern and Western Life and Accident Insurance Company. Hij greep naast een positie als voorzitter van de Mobile and Ohio Railroad en slaagde er niet in om geldschieters te vinden om en spoorweg aan te leggen tussen New Orleans en Monterrey in Mexico. Met Grants hulp vroeg hij aan president Johnson om amnestie. Johnson weigerde met het commentaar: "Er zijn drie personen uit het Zuiden die nooit amnestie zullen krijgen: Meneer Davis, Generaal Lee en jij. Jullie hebben voor te veel problemen gezorgd."
De pragmatische Longstreet sprak zich uit voor de reconstructie en het aanvaarden van de nieuwe federale wetten zoals het afschaffen van de slavernij en het geven van burgerrechten aan iedereen, dus ook de voormalige slaven. Hij werd de enige hoge Zuidelijke officier die een scalawag werd door zich bij de Republikeinen aan te sluiten. In juni 1868 stemde het Amerikaans Congres voor een wet die amnestie verleende aan Zuidelijke politici en generaals en waarbij ze in hun burgerrechten hersteld werden. Longstreet sprak zijn steun uit voor Grant als presidentskandidaat voor de verkiezingen van 1868 en was aanwezig bij zijn inauguratie in Washington D.C.. Zes dagen later benoemde Grant hem tot controleur voor de douane in New Orleans. Hij kreeg hiervoor een jaarlijkse salaris van 6.000 dollar. Zijn benoeming werd met een ruime meerderheid bevestigd in de senaat. Hierdoor kwam hij in een slecht blaadje te staan bij veel Zuidelijken en werd beschouwd als een verrader. Maar Longstreet kon die kritiek wel verdragen. Hij verleende actieve steun aan Henry C. Warmoth, de Republikeinse Gouverneur van Louisiana en een voormalig officier in het Noordelijk leger. In mei 1870 benoemde Warmoth Longstreet tot adjutant generaal in de Louisiana State Militia. Een maand later werd hij voorzitter van de pas opgerichte New Orleans and Northeastern Railroad. Op 10 januari 1872 werd hij benoemd tot generaal-majoor in de State militia en kreeg hij het bevel over alle militie-en politie-eenheden. Kort daarop nam hij ontslag als douanebeambte, en voorzitter van de spoorweg. In april nam hij ook ontslag als adjudant generaal in de militie.

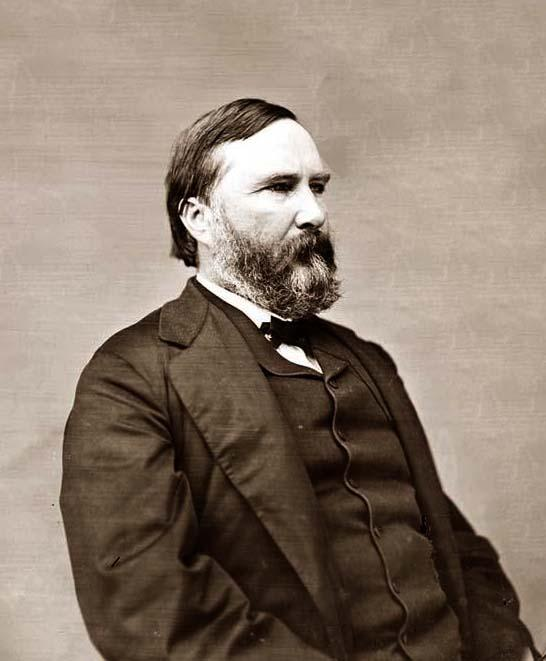
James Longstreet na de oorlog

In april 1873 stuurde Longstreet een politiemacht, onder leiding van kolonel Theodore w. DeKlyne, naar Colfax, Louisiana om het lokaal bestuur bij te staan tegen een opstand van blanke radicalen.  Deklyne arriveerde pas op 14 april, de dag na de Slachtpartij in Colfax. De manschappen hielden zich voornamelijk bezig met het begraven van de slachtoffers en te proberen achterhalen wie de daders  waren.  In 1874 waren er hevige protesten en rellen naar aanleiding van ongeregelmatigheden bij verkiezingen. Een gewapende menigte van 8.400 leden van de White League, die ook tegen de reconstructiemaatregelen waren, rukten op naar het parlementsgebouw van Louisiana. Ze werden opgewacht door 3.600 politieagenten en Afro-Amerikaanse militietroepen die bewapend waren met twee Gatling guns. Longstreet reed de betogers tegemoet, maar werd van zijn paard getrokken en gevangen genomen. De White League chargeerde waarbij veel van Longstreets manschappen op de vlucht sloegen of gevangen werden genomen. In wat later de Slag om Liberty Place zou gaan heten  vielen 38 doden en 79 gewonden. Pas toen president Grant federale troepen stuurde, werd de orde en de rust hersteld. De inzet van Afro-Amerikaanse soldaten was koren op de molen van de anti-reconstructie betogers.
In 1875 besliste Longstreet en zijn gezin om New Orleans te verlaten en terug te keren naar Gainesville, Georgia. Ondertussen had Louise 10 kinderen gekregen waarvan er vijf de volwassen leeftijd zouden bereiken. Longstreet werkte in het bestuur van de lokale school en aan de universiteit van Louisiana (hedendaagse Tulane University. Twee jaar later, toen hij in maart 1877 op zakenreis was in New Orleans bekeerde hij zich tot het Katholicisme.

## Latere jaren

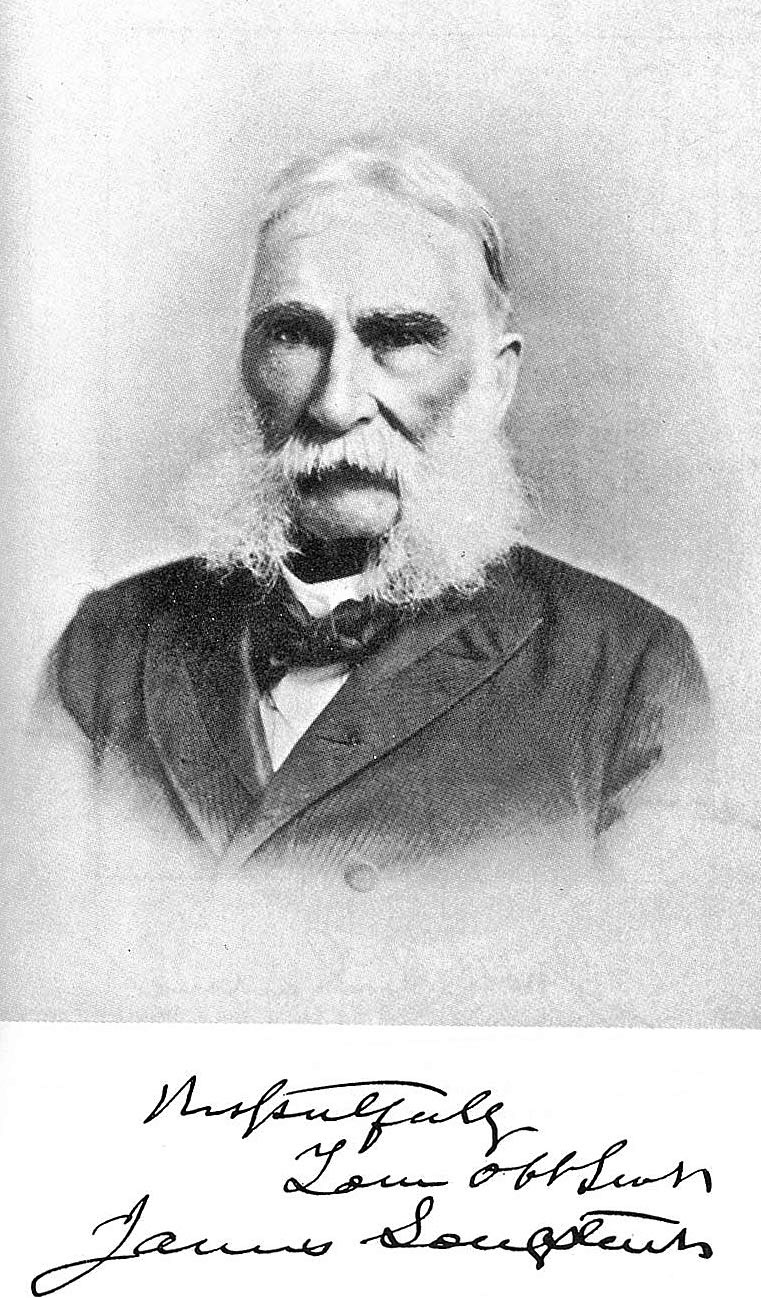
James Longstreet in 1896

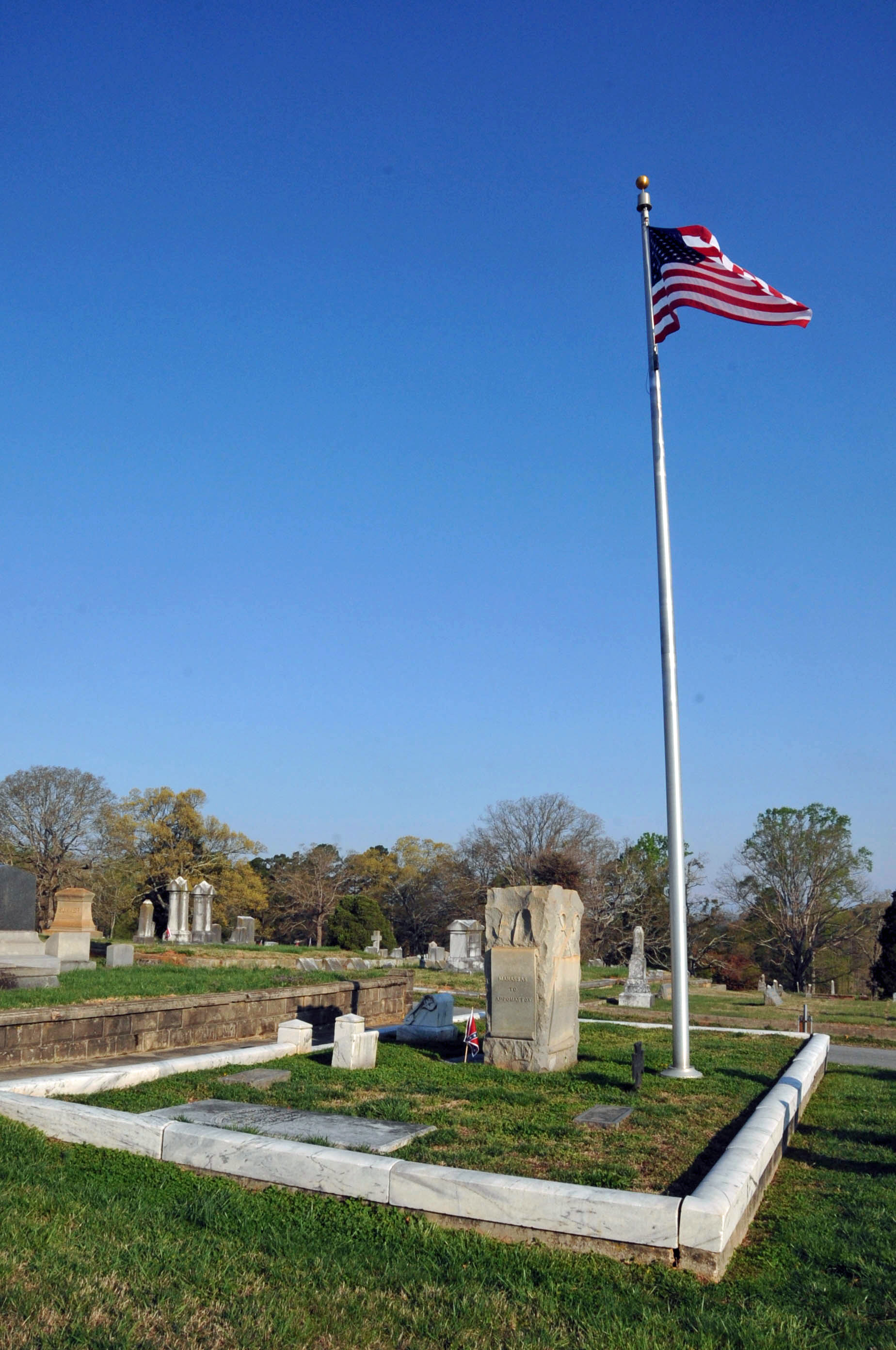
Longstreets graf op de Alta Vista Cemetery in Gainesville, Georgia

Toen Rutherford B. Hayes (1877-1881) president was, solliciteerde Longstreet voor een functie. Hij stond op de lijst om minister van de marine te worden, maar werd uiteindelijk niet benoemd. Hij diende kort als belastingsinner en postmeester in Gainesville. Longstreet wou zeer graag U.S. marshal van Georgia worden, maar werd door de president aangesteld als ambassadeur bij het Ottomaanse Rijk in Constantinopel. Een functie die hij uitoefende tussen 14 december 1880 en 29 april 1881. Hij kon sultan Abdülhamit II ervan overtuigen om ook Amerikaanse archeologen toe te laten tot het Ottomaanse Rijk. Na een verlof van 60 dagen waarbij hij een rondreis in Europa maakte, keerde hij terug naar huis toen de post van U.S. Marshal vrij kwam.
Hij zou deze functie uitoefenen tussen 1881 en 1884 tot de democratische president Grover Cleveland aan de macht kwam. Dit betekende het einde van Longstreets politieke loopbaan. Hij trok zich terug op een boerderij in Gainesville waar hij kalkoenen kweekte, fruitbomen plantte en een wijngaard inrichtte. Op 9 april 1889 verwoestte een brand zijn huis en zijn persoonlijke documenten en aandenkens. In december overleed zijn echtgenote Louis Longstreet.
Na de burgeroorlog lag hij geregeld onder vuur van voormalige Zuidelijke generaals en politici voor zijn beslissingen tijdens de oorlog. Als antwoord publiceerde hij in 1896 zijn memoires From Manassas to Appomattox. In zijn boek heeft hij veel lof voor verschillende Zuidelijke officieren maar maakt hij brandhout van Jubal Early en Fitzhugh Lee, zijn grootste critici na de oorlog. Hij schrijft met veel respect over Lee, maar is kritisch voor bepaalde strategische keuzes.
Van 1897 tot 1904 diende hij als commissaris voor spoorwegen onder de presidenten William McKinley en Theodore Roosevelt. In 1897, op 76-jarige leeftijd, trad hij in Atlanta in het huwelijk met de 34-jarige Helen Dortch. Hoewel zijn eigen kinderen koele minnaars waren van zijn tweede huwelijk, ontpopte Helen zich tot een toegewijde echtgenote die haar man ook na zijn dood altijd verdedigde. Ze overleed in 1962. Een jaar later melde Longstreet zich als vrijwilliger om de Amerikaanse eenheden aan te voeren die zouden dienst doen tijdens de Spaans-Amerikaanse Oorlog. In zijn laatste levensjaren ging zijn gezondheid stelselmatig achteruit. Hij was gedeeltelijk doof en had regelmatig reumatische aanvallen. Hij onderging een kankerbehandeling aan zijn rechteroog. Hij kreeg een longontsteking die hem fataal werd op 2 januari 1904. Bisschop Benjamin Joseph Keiley, die nog had gediend onder Longstreet, ging voor in zijn begrafenis. Longstreet werd begraven op het Alta Vista Cemetery in Gainesville. Hij was een van de weinige generaals uit de Amerikaanse Burgeroorlog die de 20e eeuw levend haalde. 

## Militaire loopbaan
- Cadet: 1838
- Brevet Second Lieutenant (USA): 1 juli 1842[244]
- Second Lieutenant (USA): 4 maart 1845[244]
- First Lieutenant (USA): 23 februari 1847[244]
- Brevet Captain (USA): 20 augustus 1847[244]
- Brevet Major (USA): 8 september 1847[244]
- Captain (USA): 7 december 1852[244]
- Major (USA): 19 juli 1858[244][245]
- Ontslag USA: 1 juni 1861[244]
- Lieutenant Colonel (CSA):
- Brigadier General (CSA): 17 juni 1861 (gedateerd 25 juni 1861)
- Major General (CSA): 7 oktober 1861
- Lieutenant General (CSA): 9 oktober 1862